# Liste der Straßennamen von Wien/Währing
Liste der Straßen, Gassen und Plätze des 18. Wiener Gemeindebezirks Währing
| Historische Straßennamen – Literatur – Weblinks |

## A

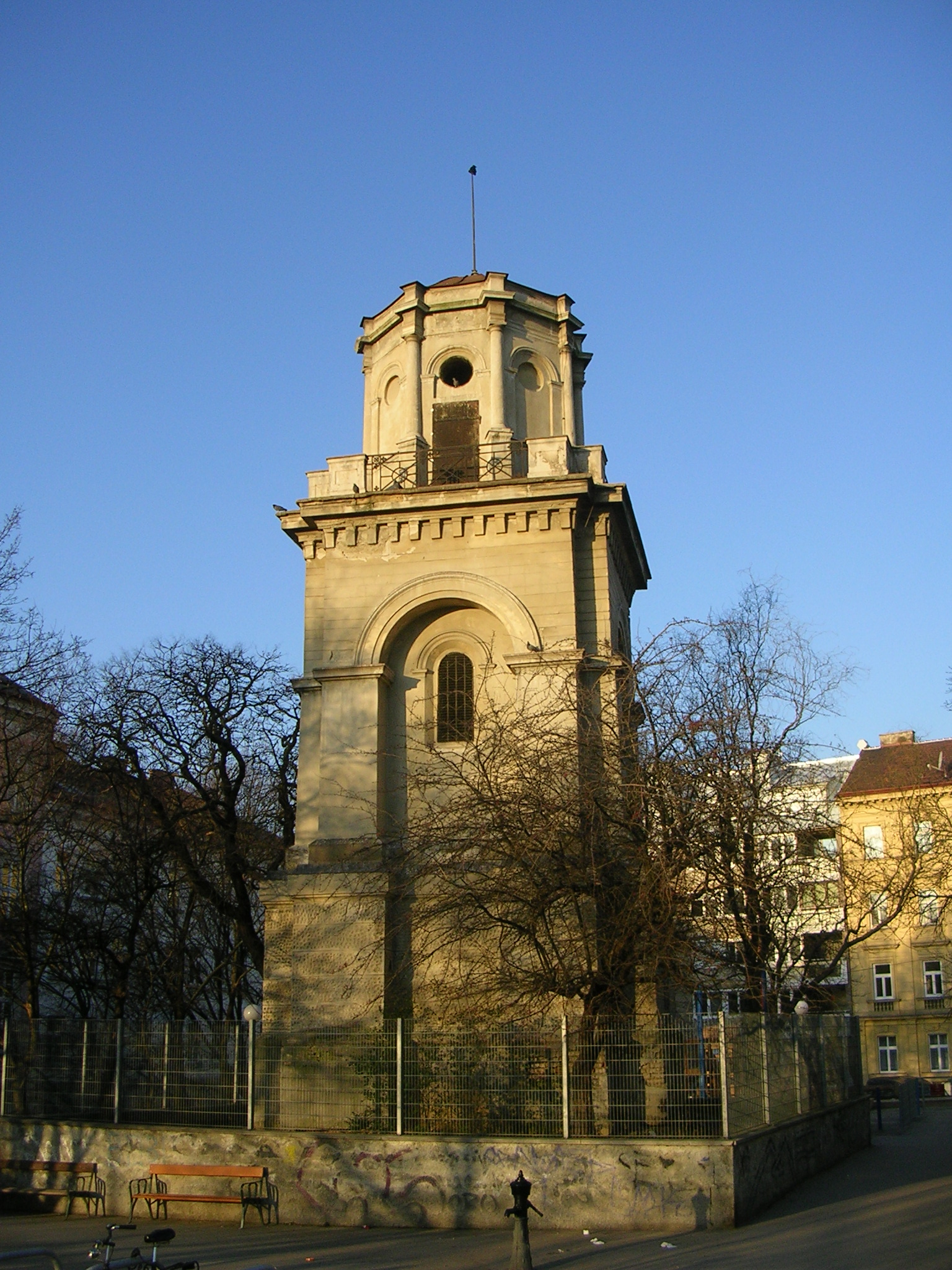
Anton-Baumann-Park: Währinger Wasserturm

Blick auf den Aumannplatz

- Abt-Karl-Gasse (Währing), benannt 1887 (Datum möglicherweise falsch) nach dem Benediktiner Alexander Karl (1824–1909), Abt des Stiftes Melk, Mitglied der liberalen Verfassungspartei im Herrenhaus (ab 1876), Mitglied des niederösterreichischen Landtags (1878–1908). Er kümmerte sich vorrangig um die wirtschaftlichen Belange von Stadt und Stift Melk und sorgte durch einen Konviktsbau für eine Vergrößerung des Gymnasiums.[1] Die Gasse hieß ursprünglich Untere Quergasse und von 1864 bis 1887 Karlsgasse.
- Alsegger Straße (Gersthof), 1878 benannt nach dem Namen einer Weingartenried, die urkundlich schon 1241 erwähnt wurde Die Ried Alsegg liegt zwischen Pötzleinsdorf und Dornbach und zählt zu den prominenten Lagen des Wiener Weinbaus. Die Straße hieß zuvor Bachgasse.
- Anastasius-Grün-Gasse (Währing), 1876 benannt nach dem Politiker und Schriftsteller Anastasius Grün (eigentlich Anton Alexander Graf von Auersperg, 1806–1876), Mitglied der Frankfurter Nationalversammlung (1848), Mitglied des Krainer Landtags (1861–1867), Mitglied des Herrenhauses (ab 1861). Er war als politischer Lyriker ein einflussreicher und gefeierter Vertreter der österreichischen liberalen politischen Poesie und galt als Vorkämpfer für die Freiheit in der Zeit des Vormärz. Angelegt wurde die Gasse während der Gründung des Cottageviertels.
- Anna-Figl-Weg (Pötzleinsdorf), 2008 benannt nach der Friseuse und Telefonistin Anna Figl (1926–2005), Bezirksrätin in Währing (1967–1997, ÖVP), ehrenamtliche Mitarbeiterin im Bezirksmuseum Währing.
- Anna-Frauer-Gasse (Währing), 1894 benannt nach Anna Frauer (1765–1848); sie unterstützte die Schule in Weinhaus, spendete Beiträge zur Erhaltung und Verschönerung des ehemaligen Währinger Friedhofs (heute Währingerpark), und errichtete mehrere Stiftungen zur Unterstützung von Armen.[2]
- Anton-Frank-Gasse (Währing), benannt 1894 nach dem Kaffeesieder Anton Frank (1835–1880); er hat das Stadtbild in Währing mitgeprägt und maßgeblich zum Häuserbau im Cottageviertel beigetragen.[3]
- Antonigasse (Währing), 1894 benannt; Benennung unklar, möglicherweise nach Anton Klettenhofer (1815–1897), Bürgermeister von Währing (1864–1871 und 1873–1882); siehe auch Klettenhofergasse und Theresiengasse. Nach einer anderen Version bezieht sich die Benennung auf eine Statue des heiligen Antonius von Padua.
- Argauergasse (Währing), 1895 benannt nach dem Kaufmann Karl Argauer (1817–1890), Gemeinderat.
- Aumannplatz (Währing, Weinhaus), 1913 benannt nach dem Geistlichen Ignaz Aumann (1816–1896), Pfarrer von Währing; er hinterließ ein Vermögen für den Bau einer Kirche. Das Vorhaben konnte aber wegen des Ersten Weltkriegs nicht realisiert werden.

## B
- Bäckenbrünnlgasse (Währing), 1911 benannt nach einer Quelle („Brünnl“), die 1880 versiegte. Nach einer Sage soll sich ein Bäckerlehrling über einen Brunnen gebeugt haben, um zu trinken, bückte sich zu tief, fiel in den Brunnen und ertrank. Die Gasse ist ein Verbindungsweg zwischen Gersthofer Straße und Severin-Schreiber-Gasse und großteils eine Stiegenanlage.
- Bastiengasse (Gersthof, Pötzleinsdorf), 1874 benannt nach Karl Bastien (1860–1888), Bürgermeister von Gersthof.
- Batkagasse (Pötzleinsdorf), 1960 benannt nach dem tschechisch-österreichischen Musikwissenschaftler, Musikkritiker und Librettisten Richard Batka (1868–1922); er lehrte Musikgeschichte an der Wiener Musikakademie (1909–1914). Weiters verfasste er musikhistorische und musikästhetische Schriften, schuf Libretti und betätigte sich als Übersetzer musikalischer und literarischer Texte aus dem Tschechischen, Polnischen, Italienischen und Französischen.
- Bauernweg (Pötzleinsdorf), nicht amtliche Bezeichnung.
- Baumschulweg (Pötzleinsdorf), nicht amtliche Bezeichnung.
- Bischof-Faber-Platz (Gersthof), 1894 benannt nach dem Bischof und Humanisten Johann Fabri (auch Faber, eigentlich Johann Heigerlin, 1478–1541); er war ab 1523 Diplomat und Ratgeber des späteren Kaisers Ferdinand I. Im Jahr 1530 wurde er Bischof von Wien, war hier als eifriger Prediger tätig und verfasste zahlreiche polemische Schriften. Er gründete den Studentenkonvikt „St. Nikolaus“ in Wien. Siehe auch die Heigerleinstraße im 16. Bezirk Ottakring und 17. Bezirk Hernals.
- Blaselgasse (Pötzleinsdorf), 1925 benannt nach dem Schauspieler und Theaterdirektor Karl Blasel (1831–1922); in den Jahren 1885 bis 1900 leitete Blasel nacheinander das Theater in der Josefstadt, das Carltheater, das Theater auf der Wieden und das Etablissement Colosseum.
- Blumengasse (Währing), benannt (Datum unbekannt) nach der einst blumenreichen Umgebung. Hieß von 1938 bis 1945 Wohlrabgasse.
- Brunnenstubenweg (Pötzleinsdorf), 1993 nach der dort gelegenen Kleingartensiedlung „Brunnenstube“ benannt.[4]
- Buchleitengasse (Pötzleinsdorf), 1914 benannt nach einem Flurnamen, der schon 1642 als die Lang Buchleuthen erwähnt wurde. Eine Leite ist ein Berghang, der in diesem Fall offensichtlich mit Buchen bestanden war.
- Buchleitenweg (Pötzleinsdorf), nicht amtliche Bezeichnung.
- Büdingergasse (Pötzleinsdorf), 1929 benannt nach dem Historiker Max Büdinger (1828–1902), Professor der allgemeinen Geschichte an der Universität Wien (1872–1900). Er verfasste zahlreiche wissenschaftliche Arbeiten, so z. B. die „Österreichische Geschichte bis zum Ausgang des 13. Jahrhunderts“ (1858). Seine am stärksten Aufsehen erregende Arbeit war 1859 der Beweis, dass die von Tschechen für identitätsstiftend gehaltene Königinhofer Handschrift eine Fälschung war. Die Gasse hieß 1942–1945 Hans-Hirsch-Gasse nach dem Historiker Hans Hirsch.
- Bürgermeisterweg (Pötzleinsdorf), nicht amtliche Bezeichnung.

## C
- Canongasse (Währing), 1894 benannt nach dem Maler Hans Canon (eigentlich Johann Strašiřipka, 1829–1885), Historien- und Porträtmaler des Historismus und der Wiener Ringstraßenzeit und Zeitgenosse von Hans Makart. Er orientierte sich an den alten Meistern, besonders an Peter Paul Rubens und Tizian. Neben seinen Ölbildern schuf Canon auch eine Reihe von Monumentalbildern an öffentlichen Gebäuden der Ringstraßenzeit.
- Chamissogasse (Währing), 1927 benannt nach dem deutschen Naturforscher und Dichter Adelbert von Chamisso (ursprünglich Louis Charles Adélaïde de Chamissot de Boncourt, 1781–1838). Obwohl seine Muttersprache Französisch war, gelang es ihm, auf Deutsch bleibende Werke zu schaffen, darunter „Peter Schlemihls wundersame Geschichte“ (1814) und das Gedicht „Das Riesenspielzeug“ über die Burg Nideck im Elsass. Als Naturforscher beschäftigte er sich vor allem mit der Botanik; über 150 Pflanzenarten und auch einige Tierarten wurden ihm zu Ehren benannt.
- Colloredogasse (Währing), 1894 benannt nach dem Unternehmer und Politiker Ferdinand Graf von Colloredo-Mannsfeld (1777–1848); im Jahr 1809 nahm er als Major eines Landwehrbataillons an den Schlachten von Aspern und Wagram teil. Ab 1822 war er Abgeordneter im niederösterreichischen Herrenstand und brachte das Steuerwesen des Landes in Ordnung. 1844 gründete Colloredo die erste Zuckerfabrik Österreichs in Dürnkrut. Weiters war er Präsident der Ersten österreichischen Spar-Casse (1826), Präsident des Niederösterreichischen Gewerbevereins und während der Revolution von 1848 zeitweise Kommandant der Akademischen Legion.[5] Die Gasse hieß davor Stefanigasse.
- Cottagegasse (Währing), 1886 benannt nach dem Villenviertel Wiener Cottage. Das Währinger und Döblinger Cottageviertel gehört zu den feinsten und teuersten Wohngegenden Wiens. Es liegt auf der Türkenschanze, zur Hälfte im 18. und zur Hälfte im 19. Wiener Gemeindebezirk.
- Czartoryskigasse (Gersthof), 1894 benannt nach dem Kunstsammler und früheren polnischen Offizier Fürst Konstantin Adam Czartoryski (1773–1860); er nahm am Feldzug Napoleons gegen Russland teil und zeichnete sich in der Schlacht bei Moskau aus. 1816 wurde er Generaladjutant des russischen Kaisers Alexander I.; bald zog er sich dann vom öffentlichen Leben zurück. Er ließ sich 1828 in Wien nieder, wo er sich als Mäzen betätigte und in seinem Czartoryski-Schlössel im Währinger Bezirksteil Weinhaus eine wertvolle Gemäldesammlung anlegte. Die Gasse hieß früher Mandelgasse.

## D

Straßenschild Dänenstraße Ecke Peter-Jordan-Straße

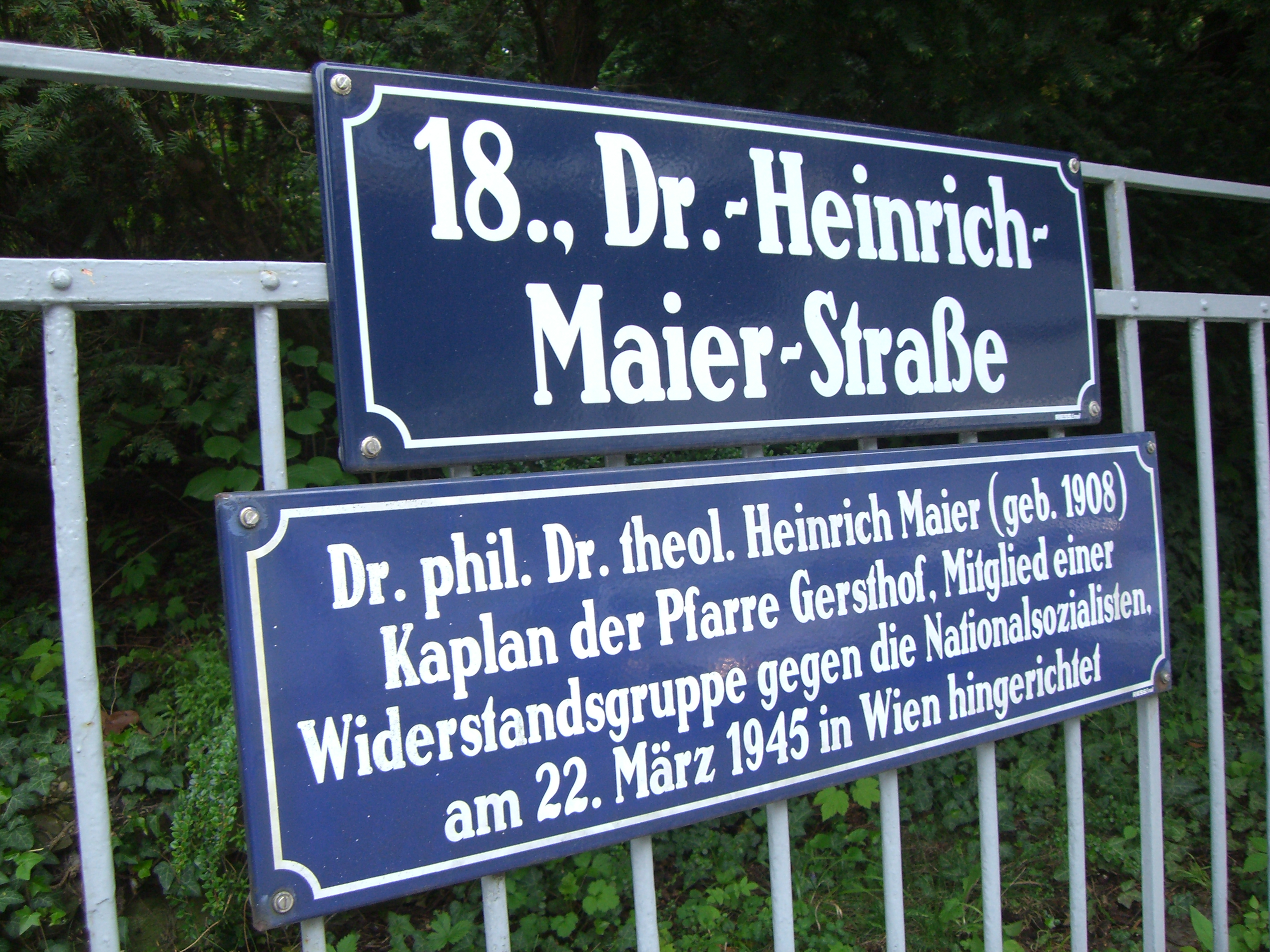
Straßenschild Dr. Heinrich Maier-Straße mit Zusatztafel

- Dänenstraße (Währing), 1930 benannt zur Erinnerung an das Königreich Dänemark, das dem hungernden Wien nach dem Ersten Weltkrieg geholfen hat. Die Straße hieß ursprünglich Meridiangasse, dann bis 1919 Dänenplatz.
- Dempschergasse (Währing), 1894 benannt nach dem Geistlichen Johann Dempscher (1723–1733), Pfarrer von Währing; er ließ den Pfarrhof auf eigene Kosten erbauen. Die Gasse hieß vorher Andreasgasse und ursprünglich Obere Quergasse.
- Denkmalweg (Pötzleinsdorf), nicht amtliche Bezeichnung.
- Dittesgasse (Währing), 1894 benannt nach dem deutschen Pädagogen Friedrich Dittes (1829–1896), Direktor des städtischen Lehrerpädagogiums in Wien (ab 1868), Mitglied des österreichischen Reichsrats (ab 1873). Er setzte sich mit Nachdruck und Erfolg für eine freisinnige Gestaltung des Schulwesens ein und versuchte, den Einfluss des Klerus auf die Schulen zurückzudrängen. Der Ditteshof in Döbling ist ebenfalls nach ihm benannt.
- Dr.-Heinrich-Maier-Straße (Pötzleinsdorf), 1949 benannt nach dem Priester Heinrich Maier (1908–1945), Kaplan in der Pfarrkirche Gersthof. In der Zeit des Nationalsozialismus gründete er gemeinsam mit Anderen die Widerstandsgruppe Maier-Messner-Caldonazzi. Die Gruppe wurde verraten und Maier 1944 verhaftet und 1945 hingerichtet. Siehe auch den Walter-Caldonazzi-Platz im 13. Bezirk Hietzing. Die Straße hieß vor 1874 Feldgasse, von 1874 bis 1938 nach Julie von Ladenburg  Julienstraße und wurde von der NS-Diktatur Ulmer Straße benannt.
- Dürwaringstraße (Pötzleinsdorf), 1912 benannt nach dem gleichnamigen Bach. Mit dem Dürwaringbach hat sich im Bereich des Schafbergbades südlich der Ladenburghöhe ein letzter, offen verlaufender Quellbach des Währinger Baches erhalten, der unterhalb von Alt-Gersthof in den Währinger Bach mündet.

## E

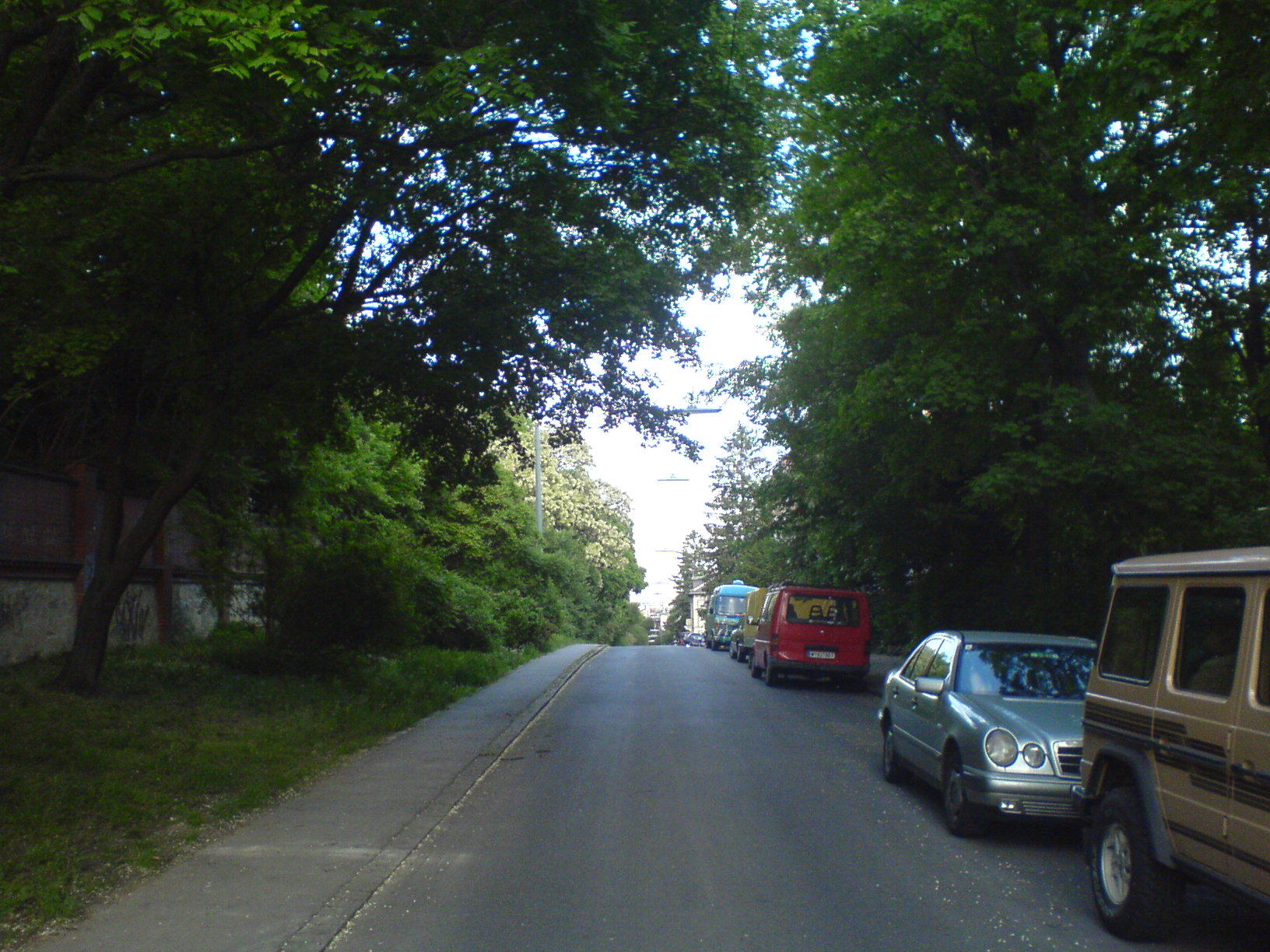
Die Edmund-Weiß-Gasse beim Sternwartepark

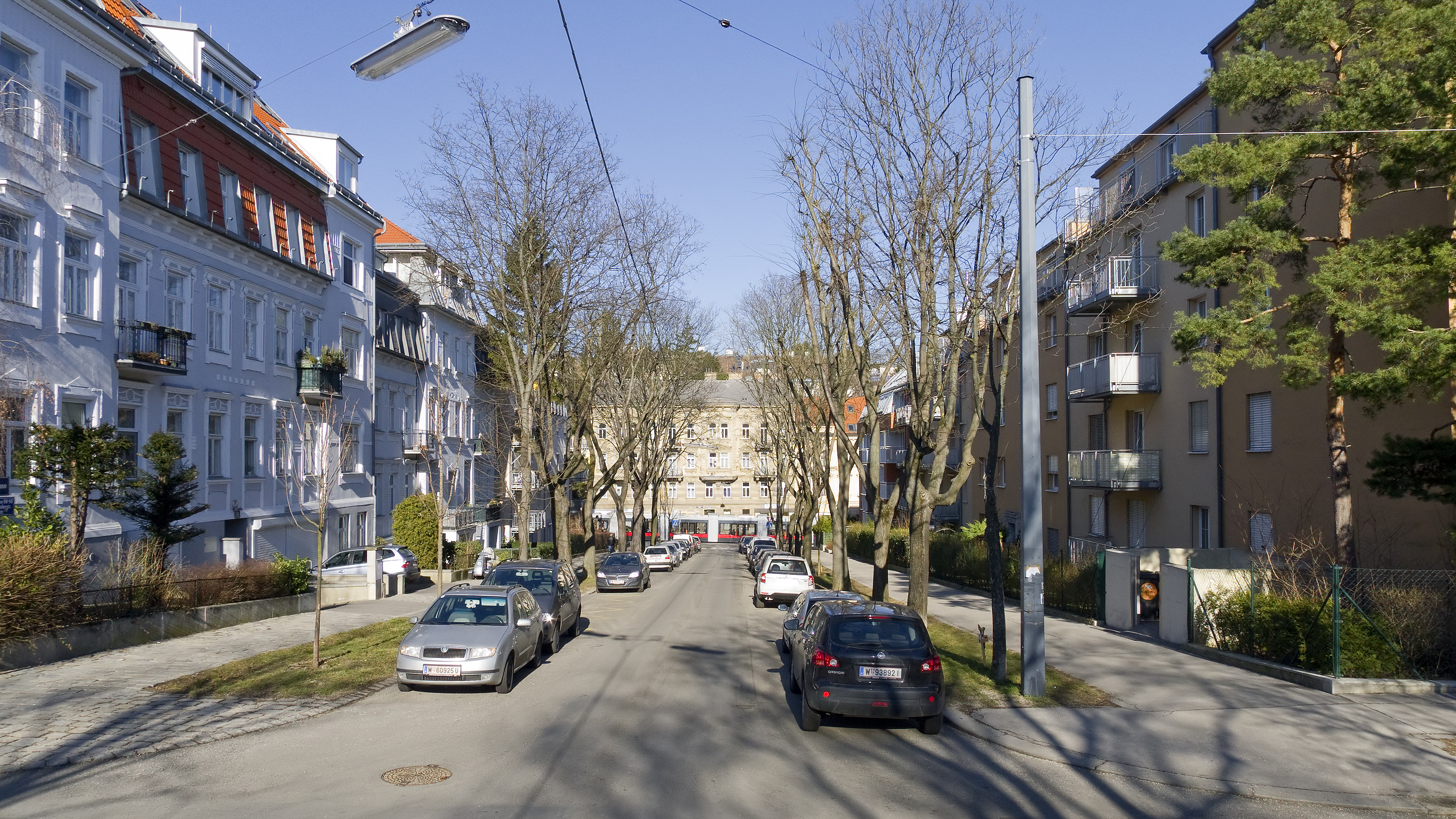
Erndtgasse

- Eckpergasse (Pötzleinsdorf), 1903 benannt nach Matthias Eckper († 1599), Inhaber der Grundherrschaft in Pötzleinsdorf.
- Edelhofgasse (Währing), 1864 benannt nach einem ehemaligen Adelssitz „Edelhof“. Hieß davor Neue Gasse.
- Edmund-Weiß-Gasse (Währing, Weinhaus), benannt 1918 nach dem Astronomen Edmund Weiss (1837–1917), Professor für Astronomie an der Universität Wien (ab 1869), Direktor der Universitätssternwarte in Währing (1883–1909). 1892 publizierte er den populären Sternatlas „Atlas der Sternwelt“. Der Mondkrater Weiss ist ebenfalls nach ihm benannt. Die Verkehrsfläche hieß davor Spöttelgasse.
- Eduardgasse (Währing), ca. 1864/1871 benannt, Benennung unklar; möglicherweise nach dem Unternehmer Eduard Astleithner (Lebensdaten unbekannt).
- Erndtgasse (Gersthof), 1888 benannt nach dem Hafnermeister Franz Bernhard Erndt (1836–1909); Besitzer des Gersthofer Schlosses, Gemeinderat in Gersthof; er trat den Grund für die Anlage der Gasse unentgeltlich ab.

## F

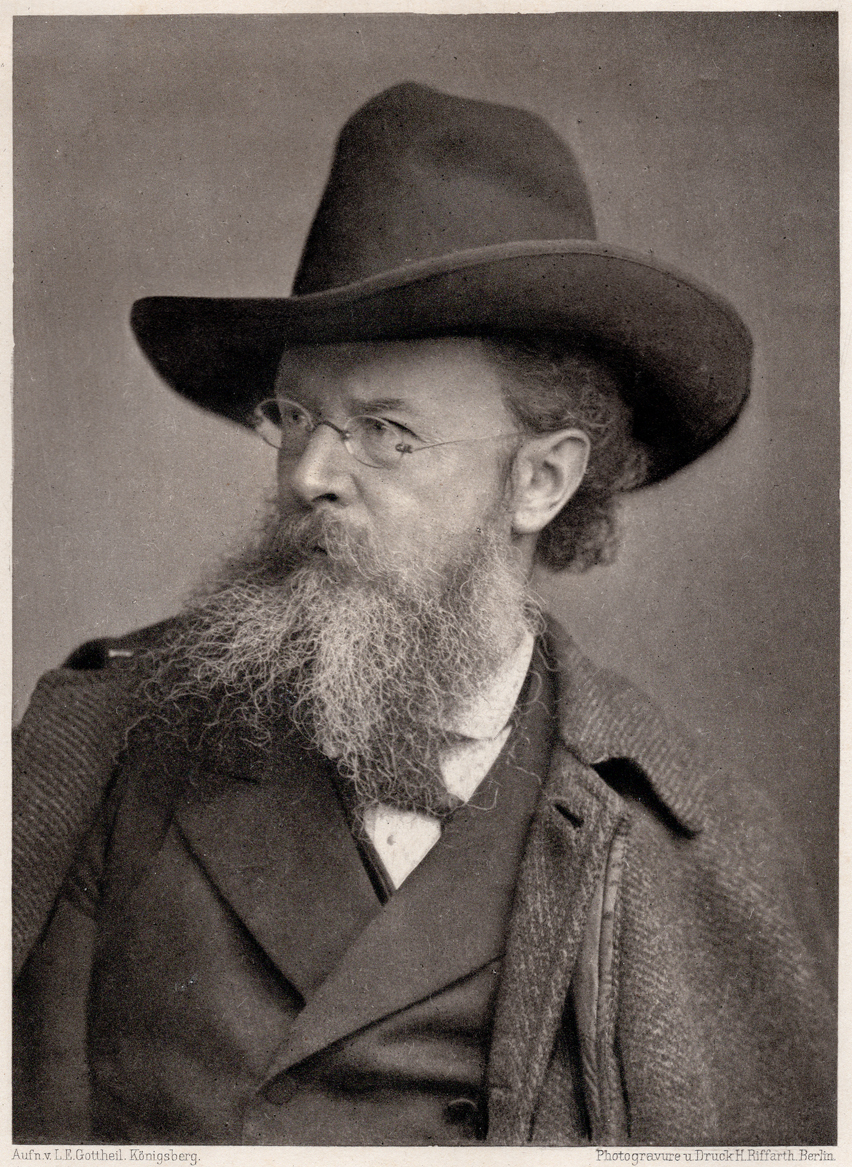
Felix Dahn

- Feistmantelstraße (Währing), 1897 benannt nach dem Forstwirt Rudolf von Feistmantel (1805–1871), Sektionsrat in der Hofkammer für Münz- und Bergwesen (ab 1838), Leiter der Staatsforstverwaltung (ab 1851). 1852 war Feistmantel maßgeblich an der Neufassung der österreichischen Forstgesetze beteiligt. Die Straße hieß davor Hochschulstraße.
- Felix-Dahn-Straße (Währing), 1912 benannt nach dem deutschen Professor für Rechtswissenschaften, Schriftsteller und Historiker Felix Dahn (1834–1912); seine Popularität gründete vor allem auf einem historischen Roman, der zu den gelehrten Professorenromanen zählt, die sich in den Gründerjahren des Deutschen Reiches außerordentlicher Beliebtheit erfreuten: Ein Kampf um Rom (1876). Mit einem insgesamt ca. 30.000 bedruckte Seiten umfassenden Œuvre zählt Dahn unzweifelhaft zu den fleißigsten Vielschreibern seines Jahrhunderts. Im Historikerbericht Straßennamen Wiens seit 1860 als „Politische Erinnerungsorte“ aus dem Jahr 2013 ist die Straße Gruppe B (Diskussionsbedarf) zugeordnet.[6]
- Ferrogasse (Gersthof), 1894 benannt nach dem Arzt Pascal Joseph de Ferro (1753–1809); als Stadtphysicus führte er das moderne Sanitäts- und Rettungsdienstwesen sowie die Kuhpockenimpfung in Österreich ein.
- Finkenweg (Pötzleinsdorf), nicht amtliche Bezeichnung nach der Vogelart Finken.
- Franz-Barwig-Weg (Pötzleinsdorf), 1954 benannt nach dem Bildhauer Franz Barwig der Ältere (1868–1931), Professor an der Wiener Kunstgewerbeschule (1909–1921); er war einer der wichtigsten österreichischen Bildhauer zur Zeit des Jugendstils. Er arbeitete vor allem in Holz und schuf zahlreiche Tierplastiken wie auch Akte. Barwig beschäftigte sich auch mit sakraler Kunst. Er versuchte, Elemente der Moderne mit der Tradition zu vereinen.
- Franz-Klein-Gasse (Oberdöbling), 1926 benannt nach dem Juristen und Politiker Franz Klein (1854–1926), Beamter im Justizministerium (ab 1891). Bekannt wurde Klein insbesondere als Verfasser der Zivilprozessordnung von 1898. Auch bewirkte er Neuerungen auf dem Gebiet des Handelsrechts und des Jugendschutzes. Die Gasse hieß ursprünglich Gaswerkstraße und ab 1917 Exportakademiestraße, nach der 1898 gegründeten und seit 1917 hier untergebrachten k.k. Exportakademie, Vorgänger der heutigen Wirtschaftsuniversität.
- Franz-Schubert-Weg (Pötzleinsdorf), nicht amtliche Bezeichnung nach dem Komponisten Franz Schubert (1797–1828). Nach ihm sind auch der Schubertring im 1. Bezirk Innere Stadt, die Schubertgasse im 9. Bezirk Alsergrund und die Franz-Schubert-Straße im 14. Bezirk Penzing benannt.
- Friedrich-Wagner-Gasse (Gersthof), 1889 benannt nach Friedrich Wagner (1828–1897), Bürgermeister von Währing (1882–1889).

## G

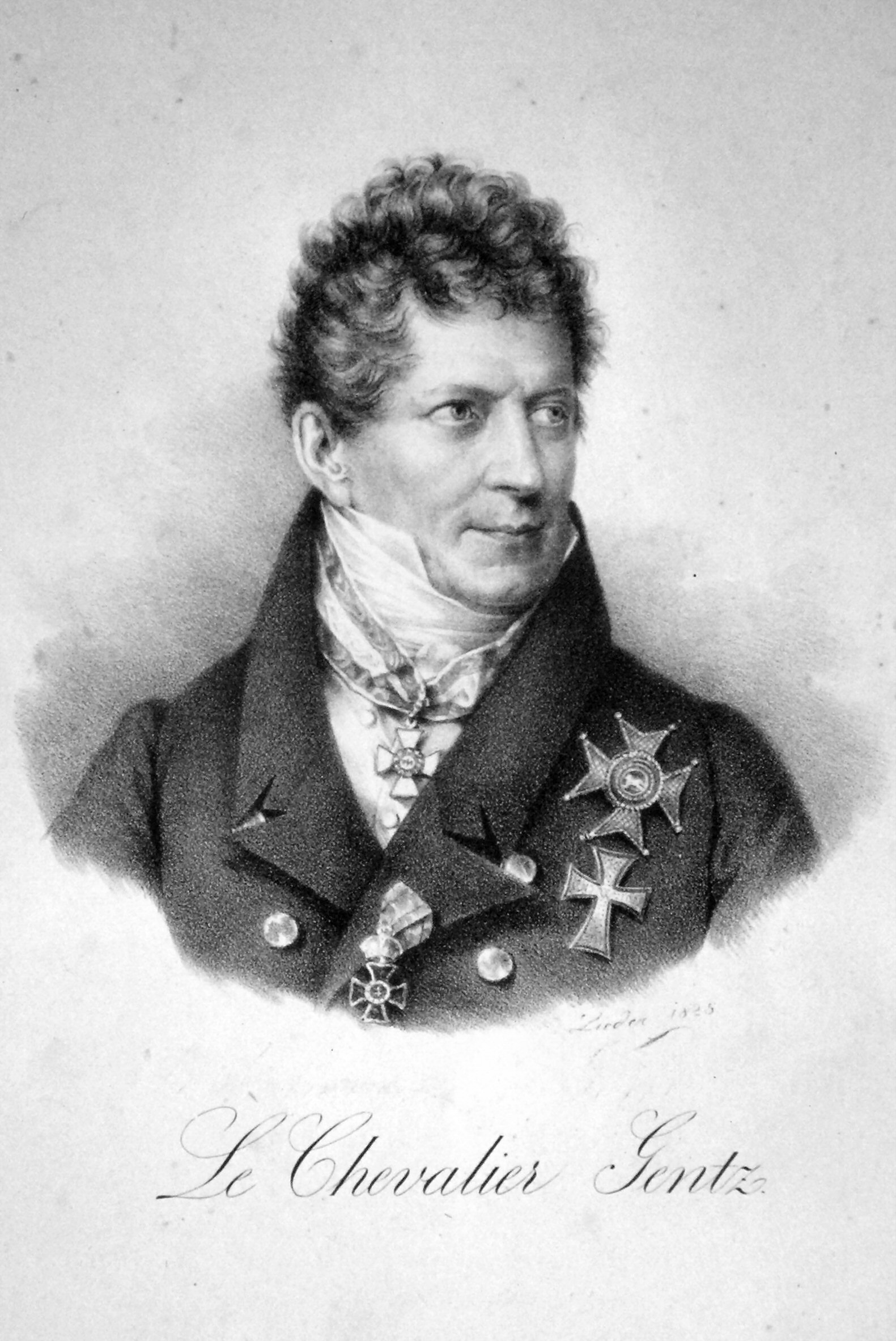
Friedrich von Gentz

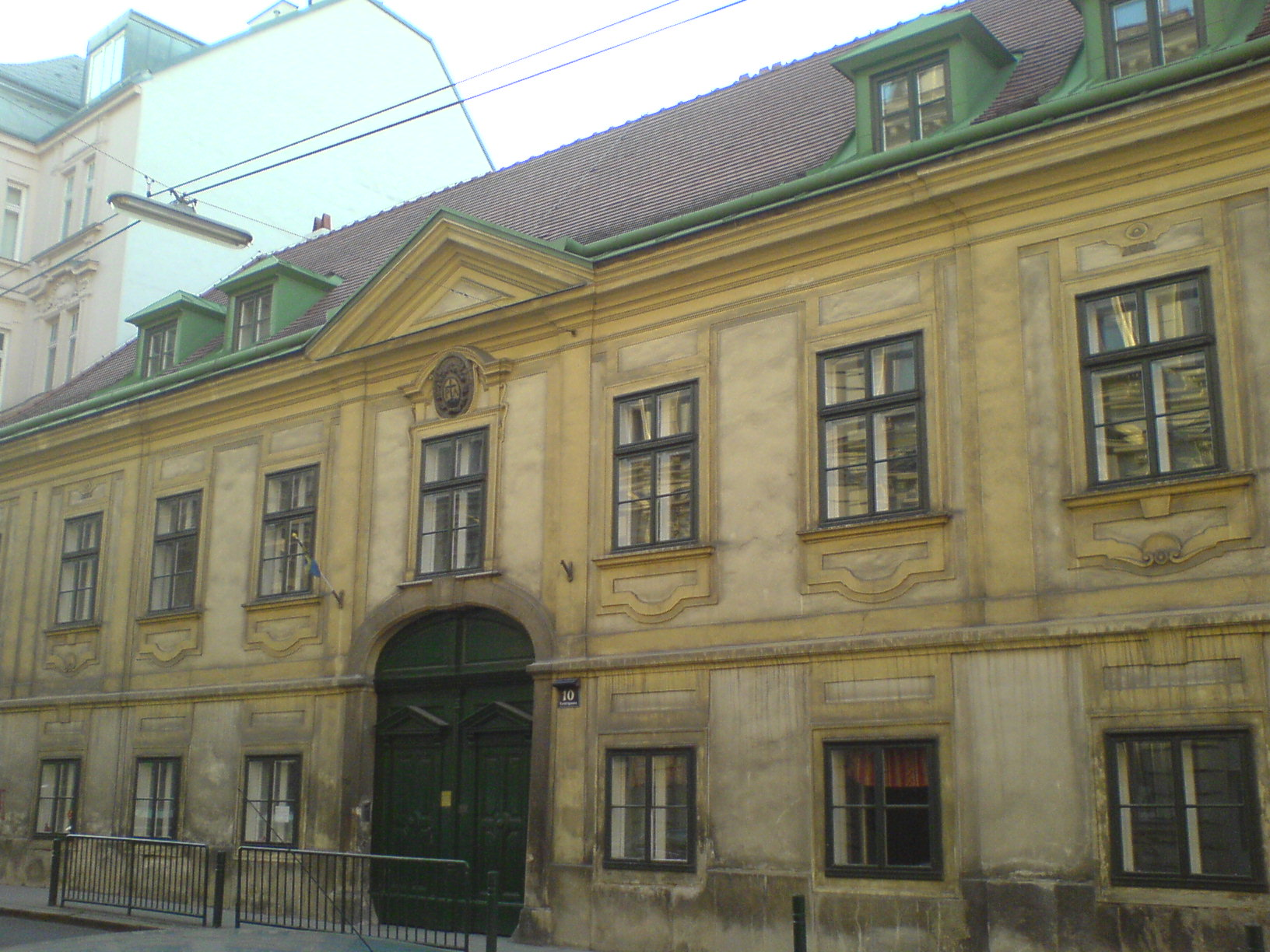
Eines der ältesten erhaltenen Gebäude in Währing: Der ehemalige Sitz der Patrimonialgerichtsbarkeit in der Gentzgasse

Blick in die Gymnasiumstraße

- Gentzgasse (Währing, Weinhaus), 1894 benannt nach dem Schriftsteller, Staatsdenker und Politiker Friedrich von Gentz (1764–1832), politischer Beamter bei Fürst Metternich. Gentz war ab 1815 im noch ländlichen Vorort Weinhaus regelmäßiger Sommerfrischegast; ab 1819 besaß er auf Währinger Straße 169–171 ein Haus und lebte hier später mit Fanny Elßler. Die Gasse hieß zuvor Herrengasse. Sie ist bis auf Baulückenverbauung durchwegs gründerzeitlich verbaut und zwischen Gürtel und Vorortelinie eine der meistfrequentierten Ost-West-Durchfahrtsstraßen des Bezirks. Nr. 7: Wohn- und Sterbehaus des Schriftstellers und Schauspielers Egon Friedell. Auf Nr. 10 befindet sich seit 1986 im revitalisierten ehemaligen Freihaus des Barnabitenklosters St. Michael die Schwedisch-Evangelische Lutherische Kirche Königin-Silvia-Gemeinde; das Gebäude war Amtssitz der Patrimonialgerichtsbarkeit für das Währinger Herrschaftsgebiet. Nr. 31: Gedenktafel für Franz Schubert. Nr. 142: im neugotischen Stil erbaute Weinhauser Pfarrkirche St. Josef sowie das dazugehörige Pfarrhaus.
- Geroldgasse (Neuwaldegg), 1896 benannt nach den Brüdern Moriz von Gerold (1815–1884) und Friedrich Gerold (1813–1885), beide Buchhändler, Buchdrucker und Verleger. Sie bauten ihre Buchhandlung zu einem Verlag und einer Druckerei aus. In ihrem Verlag erschienen eine Reihe von bedeutenden Werken und Zeitschriften; mit der Entwicklung des österreichischen Schulwesens wurde besonders auch die Herausgabe von Schulbüchern gepflegt.[7]
- Gersthofer Straße (Gersthof, Währing), 1894 benannt nach der einst selbstständigen Gemeinde Gersthof, die 1497 als Gerstlerhof erstmals urkundlich erwähnt und 1892 eingemeindet wurde. Der Name geht auf einen Hof zurück, der einem Georg Gerstler gehörte. Die Straße hieß davor Hauptstraße, der Abschnitt Schöffelgasse–Czartoryskigasse 1909–1912 Tetmayergasse.
- Gertrudplatz (Währing), 1894 benannt nach der Währinger Pfarrkirche „Zu den heiligen Laurenz und Gertrud“, erbaut 1753 und benannt nach den Heiligen Laurentius von Rom († 258) und Gertrud von Nivelles (angeblich 626–659). Der Platz hieß davor Kirchenplatz.
- Geyergasse (Pötzleinsdorf), 1912 benannt nach dem Selchermeister Franz Geyer (1839–1903), Gemeinderat (1891–1903).
- Geymüllergasse (Pötzleinsdorf), 1894 benannt nach dem Schweizer Bankier Johann Heinrich Geymüller (1754–1824), gemeinsam mit seinem Bruder Johann Jakob Geymüller (1760–1834) Inhaber der Bank „Geymüller & Co“. Er gilt als Mitbegründer der Österreichischen Nationalbank. 1817 wurde er zuerst Mitglied des ersten Direktoriums und kurz darauf Vizegouverneur der Nationalbank. Außer dem Bankhaus besaß er zahlreiche Besitzungen in Niederösterreich, Böhmen und Wien, so auch ab 1801 das Schloss Pötzleinsdorf und dessen Grundherrschaft.
- Gillingerweg (Gersthof), 1996 benannt nach dem Kriminalbeamten Christian Gillinger (1950–1995), Beamter am Bezirkspolizeikommissariat Währing; er wurde bei der Verfolgung eines fliehenden Gewaltverbrechers von diesem erschossen.[8]
- Gregor-Mendel-Straße (Währing), 1934 benannt nach dem Naturforscher Gregor Mendel (1822–1884); es gelang ihm, durch Kreuzungsversuche mit reinsortigen Zuchtformen von Erbsen, die sich nur in wenigen Erbanlagen (Genen) unterscheiden, die Vererbungsgesetze (Mendelsche Regeln) zu beschreiben. Er wird daher oft auch als „Vater der Genetik“ bezeichnet. Die Straße hieß zuvor Hochschulstraße, nach der angrenzenden Hochschule, später Universität für Bodenkultur.
- Gustav-Tschermak-Gasse (Währing), 1935 benannt nach dem Mineralogen Gustav Tschermak (1836–1927), Professor an der Universität Wien (ab 1868). Seine Forschungsgebiete waren die Chemie der Silicatminerale und der Meteorite. 1864 entdeckte er das Prinzip des isomorphen Ersatzes. Tschermak begründete 1871 die Zeitschrift „Mineralogische Mittheilungen“. Die Gasse hieß zuvor Dittesgasse.
- Gymnasiumstraße (Währing), 1894 benannt nach dem 1885 eröffneten und seit 1887 auf Nr. 83 befindlichen Döblinger Gymnasium. In der zweiten Hälfte des 16. Jahrhunderts wurde die Straße als ausgebauter Weg zwischen Währing (dort Feldgasse genannt) und Döbling (dort Währinger Gasse genannt) angelegt. Ab der zweiten Hälfte des 18. Jahrhunderts wurde der Verkehrsweg zwischen Michaelerstraße und Gentzgasse beidseitig verbaut und im Laufe des 19. Jahrhunderts bei der Errichtung des Cottageviertels weiter entwickelt. Die westliche Straßenseite gehört zwischen Haizingergasse und Billrothstraße zum Währinger bzw. zum Döblinger Cottage (Bezirksgrenze: Hasenauerstraße). Die restliche Straße ist durchwegs mit Zinshäusern verbaut, die sich in Richtung Döbling auflockern. Der südliche Teil steht wegen der zahlreichen erhaltenen historistischen Fassaden unter Ensembleschutz. Östlich schließt zwischen Mollgasse und der Bezirksgrenze der Währingerpark an, der 1923 auf dem Grund des ehemaligen Allgemeinen Währinger Friedhofs angelegt wurde.

## H

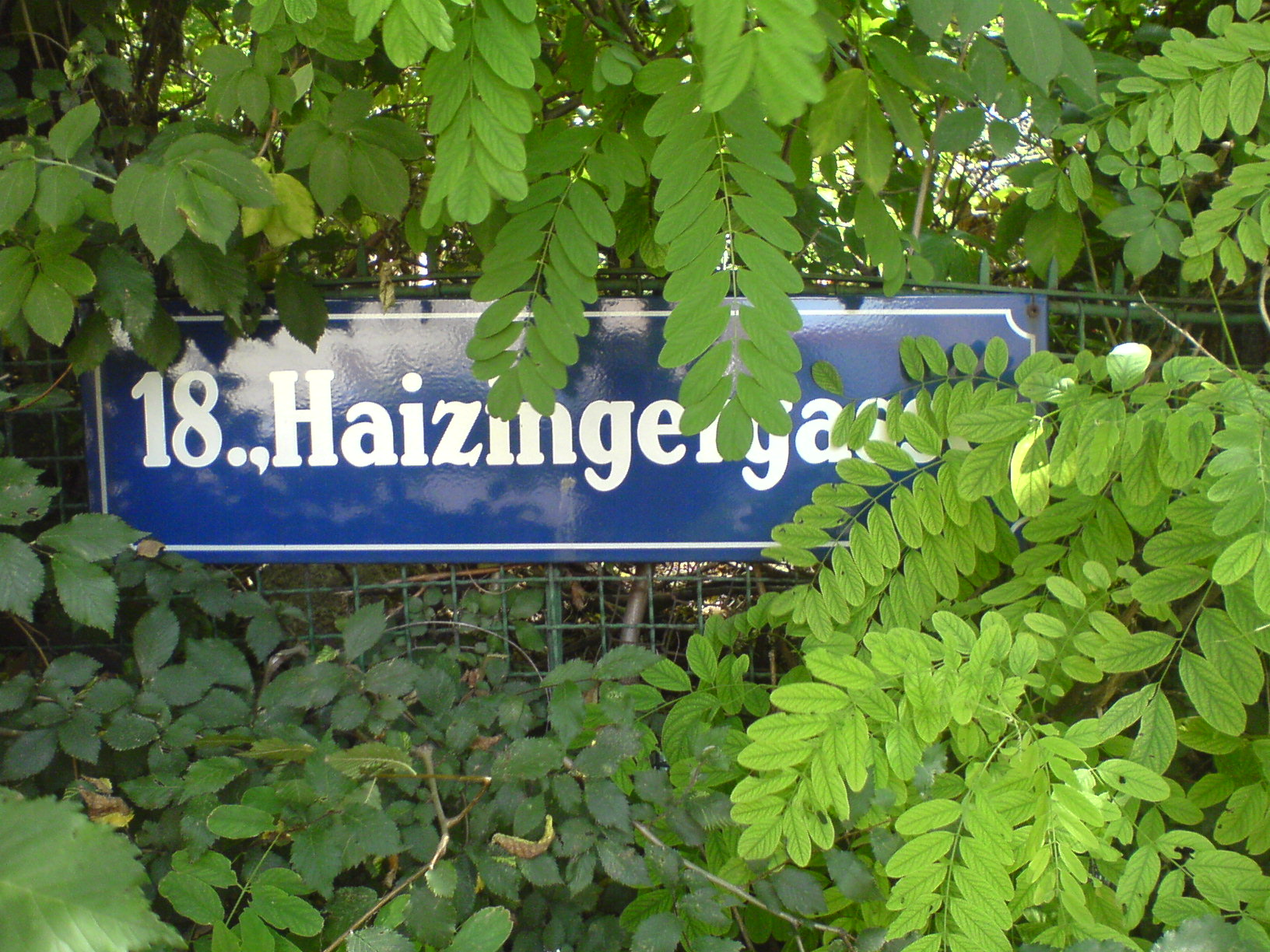
Straßenschild Haizingergasse

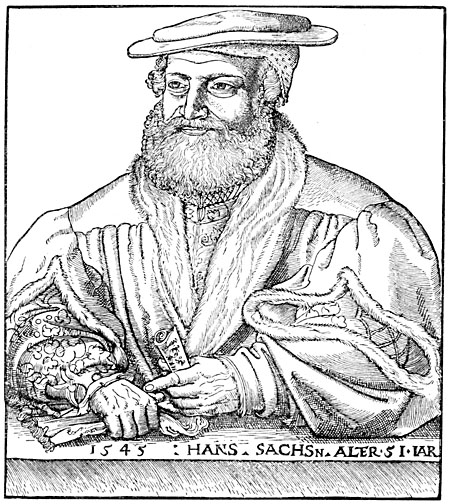
Hans Sachs, Holzschnitt von Hans Brosamer

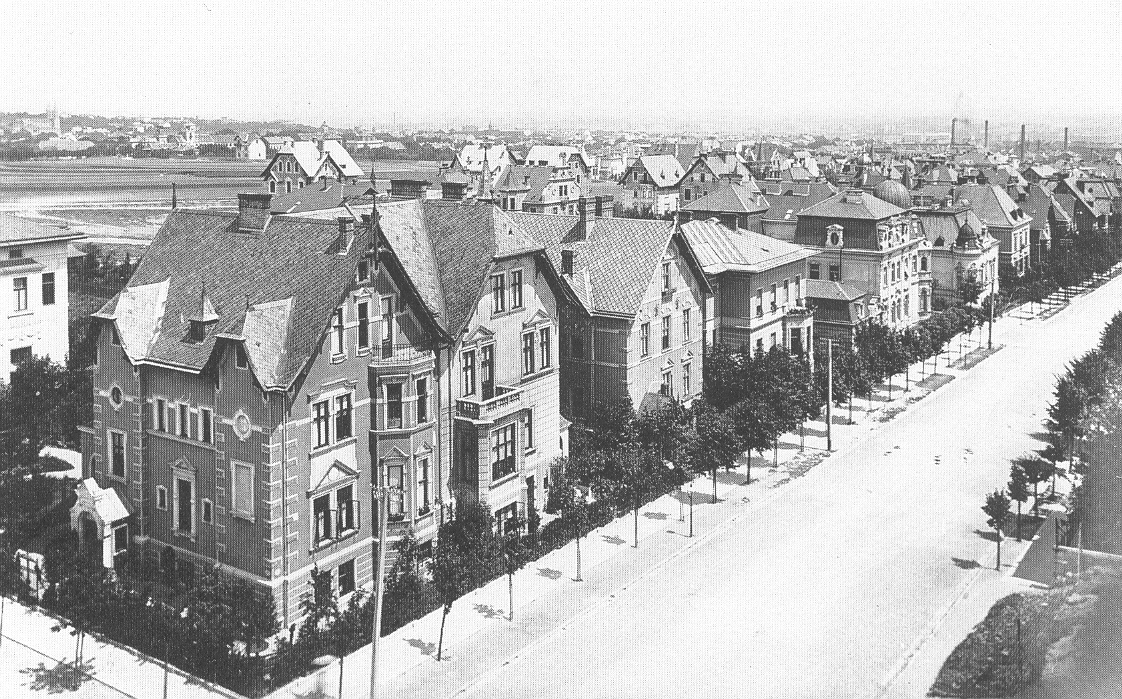
Hasenauerstraße um 1900

- Haizingergasse (Währing), 1894 benannt nach der deutschen Schauspielerin Amalie Haizinger (1800–1884); sie kam 1846 nach Wien ans Burgtheater, wo sie bis zu ihrem Tod 1884 mit großem Beifall unter anderem im Rollenfach der „komischen Alten“ wirkte. Die Gasse hieß davor Ferstelgasse, nach dem Ringstraßenarchitekten Heinrich von Ferstel, der auch einer der Gründer des Wiener Cottagevereins war. Auf Nummer 37 befindet sich heute das Gymnasium Haizingergasse, das 1921 als „Mittelschule für Mädchen“ gegründet worden war.
- Händelgasse (Währing), 1927 benannt nach dem deutsch-englischen Komponisten Georg Friedrich Händel (1685–1759); sein Hauptwerk umfasst 46 Opern und 25 Oratorien – darunter den Messias mit dem bekannten Chorwerk „Halleluja“ – sowie zahlreiche Werke für Orchester und Kammermusik. Händels Werke gehören seit mehr als 250 Jahren ununterbrochen zum Aufführungsrepertoire, länger als die jedes anderen Komponisten.
- Hans-Sachs-Gasse (Währing), 1894 benannt nach dem deutschen Spruchdichter, Meistersinger und Dramatiker Hans Sachs (1494–1576); sein Werk gilt als ein bedeutendes Zeugnis der reichsstädtischen bürgerlichen Kultur des 16. Jahrhunderts. Hans Sachs wird als talentiertester und berühmtester der Meistersinger erachtet und ist wohl der einzige mit anhaltender Berühmtheit. Er schrieb über 6.000 Stücke unterschiedlicher Natur, davon mehr als 4.000 Meistergesänge. Die Gasse hieß davor Wildemanngasse.
- Hasenauerstraße (Währing), 1894 benannt nach dem Architekten Karl von Hasenauer (1833–1894), bedeutender Vertreter des Historismus in Wien, insbesondere der Wiener Ringstraße. Mit Gottfried Semper entwarf er den Hofbautenkomplex mit dem Kunsthistorischen Museum und dem Naturhistorischen Museum (1871–1891), das Burgtheater (1874–1888) und die Neue Hofburg (1881–1894, vollendet 1913). Die Straße hieß davor Parkstraße. Zwischen Gymnasiumstraße und Gregor-Mendel-Straße bildet sie die Grenze zwischen den Bezirken Währing und Döbling. Seit 1800 als einfacher Fußweg bestehend, wurde die Straße im Zuge der zweiten Bauphase des Cottages ausgebaut und befestigt.
- Hawelgasse (Pötzleinsdorf), 1925 benannt nach dem Volksschullehrer und Schriftsteller Rudolf Hawel (1860–1923); er war ein bedeutender Vertreter des Wiener Volksstücks und ein volkstümlicher Erzähler, mit Stoffen aus dem Leben der unteren sozialen Schichten.[9]
- Heinz-Holecek-Platz (Neustift am Walde), 2017 benannt nach Heinz Holecek (1938–2012). Er war Sänger, Ensemblemitglied der Wiener Staatsoper und Volksoper Wien, aber auch Wienerlieder-Interpret, Schauspieler, Parodist und Entertainer.
- Herbeckstraße (Gersthof, Pötzleinsdorf), 1894 benannt nach dem Dirigenten und Komponisten Johann von Herbeck (1831–1877), Hofkapellmeister (ab 1866), Kapellmeister der Wiener Hofoper (1869–1875) und von 1870 bis 1875 ihr Direktor. Er war eine wichtige Persönlichkeit in der Wiener Musikgeschichte, der zahlreiche Kontakte zu anderen Musikern pflegte; so wurde er beispielsweise ein Förderer Anton Bruckners. Herbeck entdeckte „Die Unvollendete“ von Franz Schubert und brachte sie 1865 zur Uraufführung. Die Straße hieß davor Neuwaldegger Straße.
- Hermann-Pacher-Gasse (Währing, Pötzleinsdorf), 1914 benannt nach Hermann Pacher (1834–1914), Gemeinderat in Währing (1900–1912). Hieß davor Trepperweg.
- Hermann-Pacher-Weg (Währing, Pötzleinsdorf), 1959 benannt, siehe Hermann-Pacher-Gasse.
- Hildebrandgasse (Währing), 1894 benannt (in fehlerhafter Schreibweise) nach Johann Lucas von Hildebrandt (1668–1745), einem der bedeutendsten Baumeister Mitteleuropas im Zeitalter des Barocks. Er erbaute unter anderem (bzw. wirkte mit an): Stadtpalais des Prinzen Eugen (1695–1698), Palais Schwarzenberg (1697–1723), Peterskirche (1702), Palais Schönburg (1700–1706), Palais Auersperg (1706–1710), Palais Daun-Kinsky (1713–1726), Schloss Belvedere (1714–1716 und 1721–1723), Piaristenkirche (1716) und Palais Harrach (1727–1735).
- Hockegasse (Gersthof, Pötzleinsdorf), 1894 benannt nach dem Stadtsyndikus Nicolaus Hocke (auch Hoche, 1628–1691), Wiener Stadtschreiber, der eine Geschichte der Türkenbelagerung von 1683 schrieb.[10] Die Gasse verbindet den Türkenschanzplatz mit dem Ort, wo einst ein „Türkenkreuz“ stand (Schafberggasse). Sie hieß davor (als Verlängerung der nachmaligen Hasenauerstraße nach Gersthof) Parkgasse.
- Hofmanngasse (Währing), 1877 benannt nach Johann Hofmann (1767–1832), Erbauer der ersten Gebäude in dieser Gasse.
- Hofstattgasse (Währing), 1892 benannt nach einem Flurnamen. Hofstatt bezeichnete einen zur Errichtung eines Hauses bestimmten Baugrund.
- Höhenstraße (Salmannsdorf), 1935 benannt; sie verbindet die Höhen des Kahlengebirges mit Grinzing und Neustift und ist mit 14,9 Kilometern die längste Straße in Wien.
- Hohenwarteweg (Währing, Gersthof), 1990 benannt nach einem Flurnamen. Als Warte bezeichnet man im Allgemeinen einen Beobachtungsposten oder Turm (siehe Wartturm), einen Platz, von dem man Ausschau hält, oder einen Aussichtspunkt.
- Höhnegasse (Gersthof), 1892 benannt nach dem Baumeister Johann Höhne (1802–1886), Gemeinderat in Währing.

## I

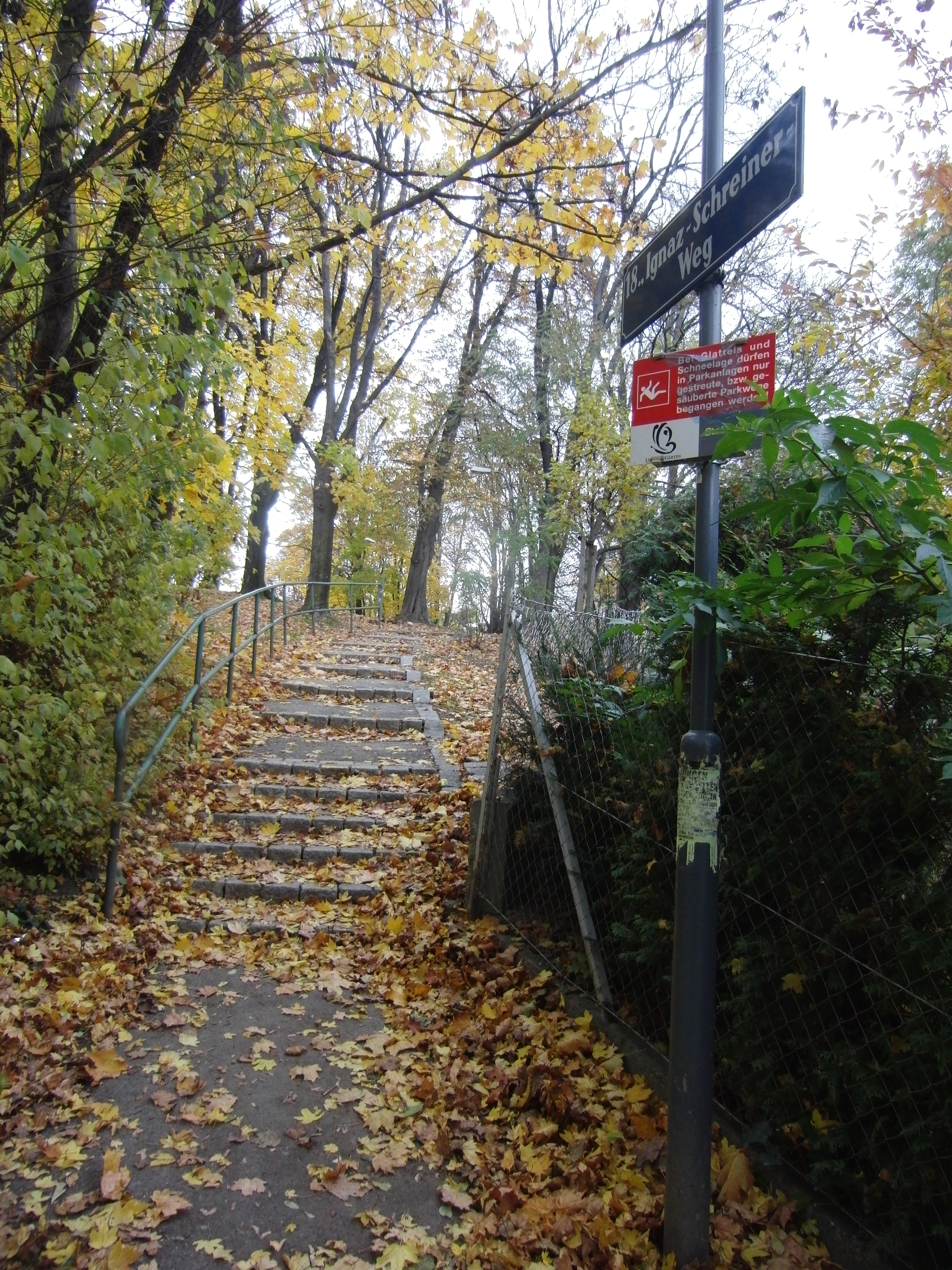
Der Ignaz-Schreiner-Weg ist ein Fußweg

- Ignaz-Schreiner-Weg (Pötzleinsdorf), 1988 benannt nach dem Krämer und Gastwirt Ignaz Schreiner (1842–1921); er kaufte 1880 das damals einzige Haus am Schafberg, ließ das schon baufällige Gebäude herrichten und eröffnete eine Getränkeschank, die sehr bald regen Zuspruch fand.[11]
- Im Winkel (Pötzleinsdorf), nicht amtliche Bezeichnung.
- Innozenz-Lang-Gasse (Währing), 1907 benannt nach dem Pädagogen Franz Innocenz Lang (1752–1835), Mitglied der Studien-Revisions-Hofkommission (1795–1802), Direktor des Gymnasialwesens und Referent für Gymnasial-Angelegenheiten in der Studienhofkommission (1808–30). Er hatte starken Einfluss auf die Weiterentwicklung des höheren Schulwesens in Österreich, wie z. B. die Einführung des Fachlehrer-Systems (1806–1818), die Verlängerung der Studienzeit an Gymnasien auf 6 Jahre und die Erweiterung des Lehrprogramms durch die Aufnahme allgemein bildender, besonders naturwissenschaftlicher Fächer.[12]

## J

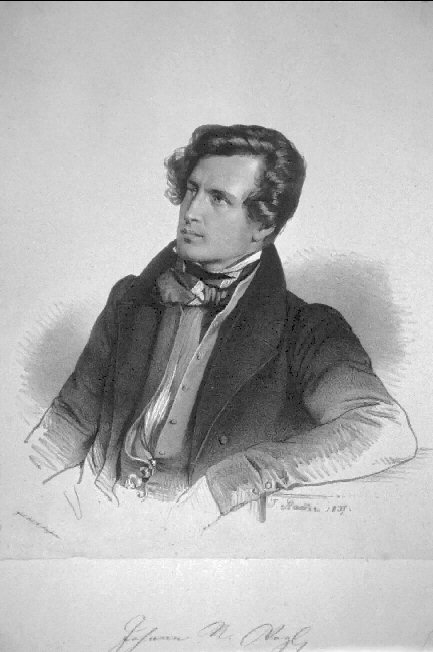
Johann Nepomuk Vogl

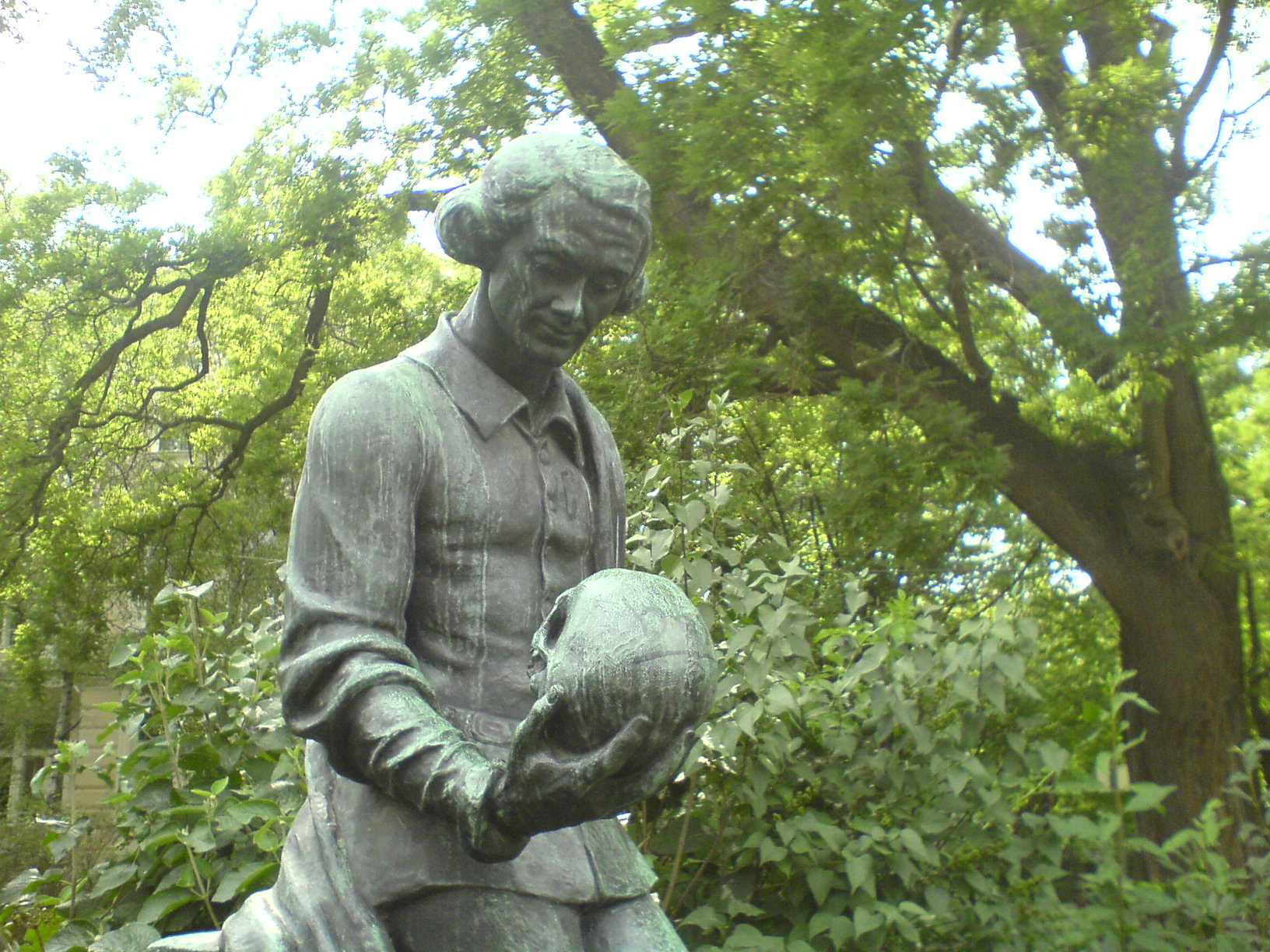
Das 1911 enthüllte Joseph-Kainz-Denkmal auf dem seit 1931 gleichnamigen Platz

- Jeitnerweg (Dornbach), 2002 benannt nach dem Friedhofsgärtner Heinrich Jeitner (1920–1991); er gründete 1980 die „Friedhofsgärtner Genossenschaft Österreichs für Dauergrabpflege“ (FGÖ).[13]
- Johann-Nepomuk-Vogl-Platz (Währing), 1894 benannt nach dem Beamten und Nebenberufsschriftsteller Johann Nepomuk Vogl (1802–1866); er schrieb hauptsächlich Gedichte, Balladen, Dramen, Novellen sowie Essays. Die Anzahl seiner (inventarisierten) Werke geht in die Hunderte. Darüber hinaus gab er mehrere Almanache und Taschenbücher heraus, darunter das Österreichische Wunderhorn (ab 1834) und den Österreichischen Volkskalender. Der Platz hieß zuvor Marktplatz. Auch heute noch befindet sich auf dem Platz südlich der Kreuzgasse zwischen Leitermayergasse und Teschnergasse einer der Währinger Märkte.
- Jörgerstraße (Währing), 1894 benannt nach Johann Quintin Graf Jörger (1624–1705), Hofkämmerer und wichtiger Berater von Kaiser Leopold I. In dieser Funktion wirkte er als Diplomat in den habsburgischen Kriegen mit dem Osmanischen Reich und Frankreich. Als Statthalter Niederösterreichs traf er für Wien wichtige kommunalpolitische Entscheidungen, so etwa die Einführung der ersten öffentlichen Beleuchtung der Stadt und der Rumorwache, der Vorgängerorganisation der Wiener Sicherheitswache.[14] Die Straße hieß zuvor Alsbachstraße. Sie gehört nur drei Häuserblöcke lang zu Währing (vom Währinger Gürtel bis zur Martinstraße, mit den nördlich von ihr gelegenen Häusern), sonst zum 17. Bezirk (Hernals).
- Josef-Bindtner-Gasse (Pötzleinsdorf), 1969 benannt nach dem Schriftsteller und Heimatkundler Josef Bindtner (1866–1939); er schrieb eine Biographie über Adalbert Stifter „Sein Leben und Werk“ (1929), und gab die „Memoiren meines Lebens. Gefundenes und Empfundenes“ (1914) von Ignaz Franz Castelli und „Erinnerungen aus Alt Wien“ (1923) von Eduard von Bauernfeld heraus.[15]
- Josef-Redl-Gasse (Dornbach), 1951 benannt nach dem Lehrer Josef Redl (1876–1937), christlichsozialer Bezirksvorsteher von Hernals (1934–1937).
- Joseph-Kainz-Platz (Währing), 1931 benannt nach dem Schauspieler Josef Kainz (1858–1910); er spielte am Deutschen Theater Berlin (1883–1888) und am Wiener Burgtheater (ab 1899), wo er 28 große Rollen gestaltete und zum Vorbild der nachfolgenden Schauspielergeneration wurde. Kainz gilt als einer der bedeutendsten Charakterdarsteller des deutschsprachigen Theaters seiner Zeit. Der Platz hieß davor Meridianplatz. Er gehört zusammen mit dem umgebenden Park seit 2007 zum Naturschutzgebiet Wiener Grüngürtel.

## K

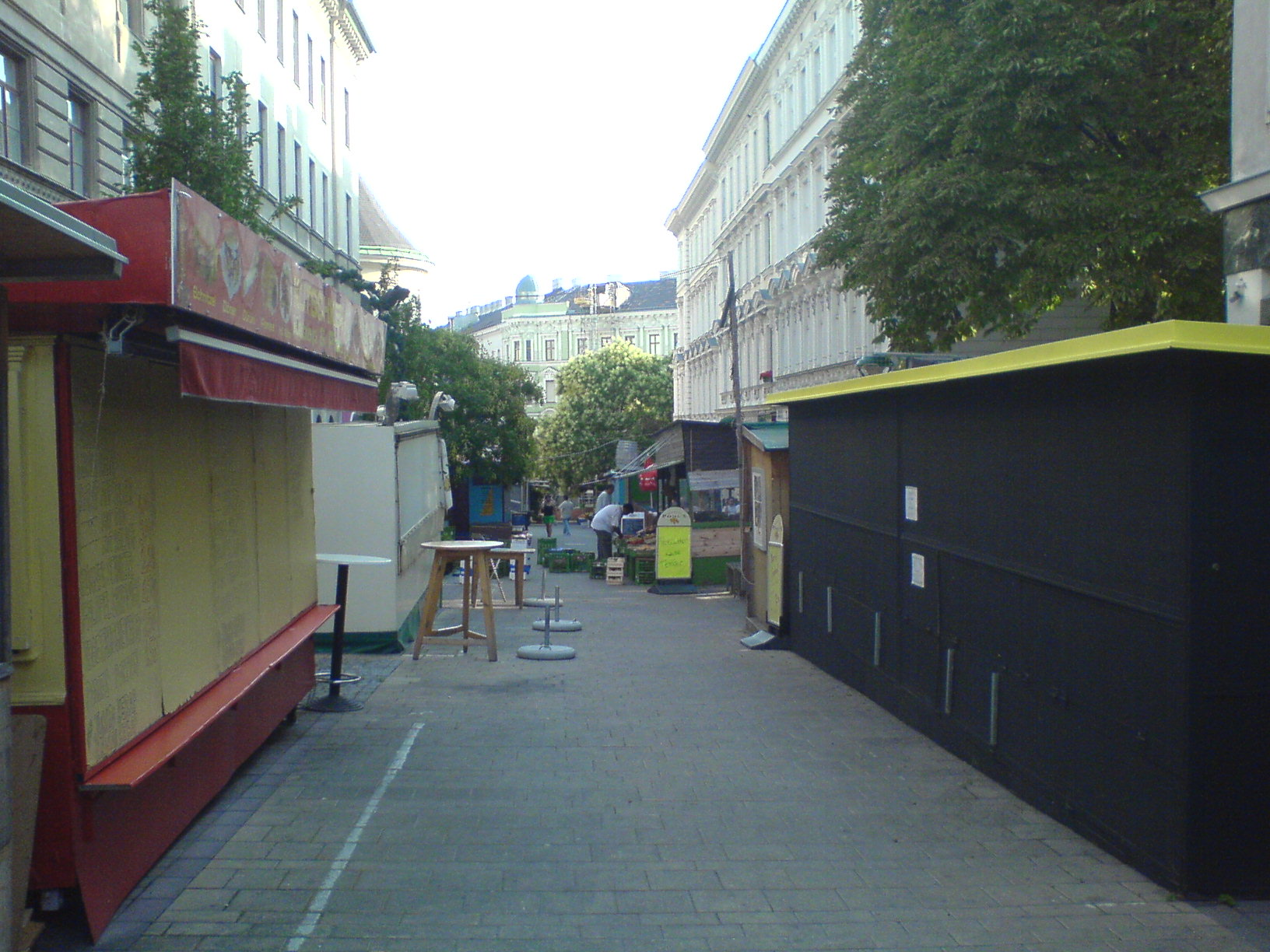
Die Kutschkergasse mit dem Kutschkermarkt

- Kalbeckgasse (Pötzleinsdorf), 1925 benannt nach dem deutschen Musikschriftsteller, Musikkritiker und Übersetzer Max Kalbeck (1850–1921). Neben der Übersetzung von Opernlibretti insbesondere von Tschaikowski, Verdi, Puccini und Smetana verfasste er neue Libretti u. a. für Mozarts Bastien und Bastienne und La Finta Giardiniera. Als wichtigste Leistung gilt seine 1904 bis 1914 veröffentlichte umfangreiche Biografie von Johannes Brahms.
- Karlweisgasse (Währing), 1919 benannt nach dem Beamten und Schriftsteller Carl Karlweis (eigentlich Karl Weis, 1850–1901), Beamter und später Direktor der Südbahngesellschaft. Beim Neuen Wiener Tagblatt, sowie bei der Neuen Freien Presse und der Gartenlaube war er Feuilletonist. Er schrieb zahlreiche Erzählungen und Romane, auch im Wiener Dialekt. Mit Hermann Bahr und Vinzenz Chiavacci schrieb er auch Lustspiele und Volksstücke. Die Gasse hieß zwischen 1938 und 1945 Hans-Thoma-Gasse, nach dem deutschen Landschaftsmaler Hans Thoma (1839–1924).
- Keylwerthgasse (Salmannsdorf), 1894 benannt nach Ignaz Keylwerth (1811–1885), Ehrenbürger von Salmannsdorf; er erbaute im Jahr 1875 das Haus Nr. 16 in der heutigen Keylwerthgasse. Die Gasse hieß zuvor Karolinengasse.
- Khevenhüllerstraße (Pötzleinsdorf), 1894 benannt nach dem Staatsmann Johann Joseph von Khevenhüller-Metsch (1706–1776), hoher Beamter am Hof der Kaiserin Maria Theresia mit beträchtlichem politischem Einfluss. Von Bedeutung für die historische Forschung ist sein über 33 Jahre geführtes Tagebuch. Khevenhüller war im Besitz der Grundherrschaft über den Ort Pötzleinsdorf. Die Straße hieß ursprünglich Pötzleinsdorfer Hohlweg und danach Bergsteiggasse. Sie ist eine Verbindungsstraße zwischen den Heurigenorten Pötzleinsdorf und Neustift. Sehenswürdigkeiten sind das Geymüllerschlössel und die im spätbarocken Stil gehaltene Ägydiuskirche.
- Klettenhofergasse (Währing), 1882 benannt nach Anton Klettenhofer (1815–1897), Bürgermeister von Währing (1864–1871 und 1873–1882). Siehe auch Antonigasse und Theresiengasse.
- Klostergasse (Währing), 1868 benannt nach dem in diesem Jahr errichteten Kloster des Lazaristenordens in Währing. In ihm befindet sich heute das Schulzentrum Antonigasse der Erzdiözese Wien. Zum Kloster gehört auch die 1876–1878 vom Architekten Friedrich von Schmidt erbaute Lazaristenkirche. Siehe auch Lazaristengasse und Vinzenzgasse.
- Knorrweg (Pötzleinsdorf), 1990 benannt nach Adolf Knorr (1880–1947), er betrieb am Schafberg den Heurigen „Adolf Knorr’s Buschenschenke“. Im Historikerbericht Straßennamen Wiens seit 1860 als „Politische Erinnerungsorte“ aus dem Jahr 2013 ist die Straße Gruppe C (demokratiepolitisch relevante biographische Lücken) zugeordnet.[6]
- Köhlergasse (Weinhaus), 1884 benannt nach Josefine Köhler (1821–1858); sie hinterließ 26.900 Gulden für die Errichtung eines Armenhauses. Die „Josefine Köhler Stiftung“ existiert heute noch; sie gewährt Zuwendungen an bedürftige, alte, arbeitsunfähige oder chronisch kranke Personen, die ihren Hauptwohnsitz in Wien haben.[16][17]
- Krenngasse (Gersthof), 1909 benannt nach dem Arzt Roderich Krenn (1848–1909), Stadtrat in Wien. Er war Mitbegründer der Volksoper und betätigte sich nebenberuflich als Liederkomponist und Lyriker.
- Kreuzgasse (Währing), benannt (Datum unbekannt) nach einem auf offenem Feld aufgestellten, 1759 erneuerten Kruzifix. Durchwegs mit gründerzeitlichen Gebäuden bebaut, erstreckt sich die Gasse als typische Wiener Vorstadtstraße zwischen Währinger Gürtel und Simonygasse an der Vorortelinie und bildet eine wichtige Ost-West-Verbindung des Bezirks. Der letzte Häuserblock links vor der Kreuzgassenbrücke und die südliche Brückenhälfte gehören zum 17. Bezirk. Siehe auch: Remise Kreuzgasse und Lindenhof. Im 10. Bezirk befindet sich ebenfalls eine Kreuzgasse.
- Kreuzgassenbrücke (Währing), Bennungsdatum unklar, verbindet zwischen Simonygasse und Gersthofer Straße über die im Einschnitt verlaufende Vorortelinie hinweg die Kreuzgasse mit der sie verlängernden Czartoryskigasse.
- Kreuzwiesengasse (Pötzleinsdorf), benannt 1894 nach einem alten Flurnamen.
- Krütznergasse (Währing), 1933 benannt nach dem Lehrer Gustav Krützner (1871–1930), Schuldirektor und Gründer eines Schülerhorts. Die Gasse hieß vorher ebenso wie ihre stadtzentrumsseitige Verlängerung jenseits des Gürtels, die heutige Achamergasse im 9. Bezirk, seit 1862 Exnergasse. Der Gassenteil im 9. Bezirk wurde 1903 umbenannt; er gehörte bis 1905 zum 18. Bezirk.
- Kurzböckgasse (Gersthof), 1914 benannt nach dem Buchdrucker, Buchhändler und Übersetzer Josef Kurzböck (1736–1792), Inhaber der Universitätsbuchhandlung. Er führte Verbesserungen beim Letternguss und Buchdruck ein. Weiters übersetzte er mehrere Schriften aus dem Italienischen und gab 1779 eine vermehrte und verbesserte Ausgabe des 1766 erschienenen „Almanac de Vienne en faveur des étrangers“ in deutscher und französischer Sprache heraus. 1776 wurde er zu Joseph Edler von Kurzböck nobilitiert und 1786 als Joseph Ritter von Kurzböck in den Reichsritterstand erhoben.[18]
- Kutschkergasse (Währing), 1894 benannt nach dem Erzbischof und Kardinal Johann Rudolf Kutschker (1810–1881); er war ein anerkannter Moraltheologe und Kenner des Kanonischen Rechts. Kutschker war maßgeblich am Zustandekommen des österreichischen Konkordats von 1855 beteiligt. Sein Vorgänger war Joseph Othmar von Rauscher (siehe die Rauscherstraße im 2. und 20. Bezirk Leopoldstadt bzw. Brigittenau, die Othmargasse im 20. Bezirk, sowie der Kardinal-Rauscher-Platz im 15. Bezirk Rudolfsheim-Fünfhaus); sein Nachfolger war Cölestin Josef Ganglbauer (siehe die Ganglbauergasse im 16. Bezirk Ottakring). Der Straßenzug verläuft vom Währinger Gürtel im Süden bis zur Gentzgasse im Norden. Der Teil zwischen Schulgasse und Gentzgasse ist heute Marktgebiet bzw. Fußgängerzone und bildet mit der kreuzenden Währinger Straße das geschäftliche Zentrum des Bezirks. Die Gasse hieß davor Kirchengasse.

## L
- Lacknergasse (Währing, Weinhaus), 1894 benannt nach Matthias von Lackner (Lebensdaten unbekannt), um 1720 Grundbesitzer in Weinhaus. Die Gasse hieß in Währing ursprünglich Fürstengasse, in Weinhaus Johannesgasse.
- Ladenburghöhe (Pötzleinsdorf), Benennungsdatum unbekannt; der Weg führt entlang des gleichnamigen Höhenrückens Ladenburghöhe. Diese ist benannt nach dem Bankdirektor Ludwig Graf Ladenburg, Besitzer des Pötzleinsdorfer Schlosses; er förderte 1872 die Payer-Weyprecht-Expedition in das Nördliche Eismeer.
- Lazargasse (Gersthof), 1962 benannt nach dem Kinderarzt Erwin Lazar (1877–1932), Leiter der „Heilpädagogischen Station“ der Wiener Universitäts-Kinderklinik (ab 1911), wo weltweit erstmals neurologische, nervöse und seelische Störungen bei Kindern erforscht wurden. Weiters verbesserte Lazar die Ausbildung der Erzieher, entwickelte eine frühe Form des Intelligenztests und hatte entscheidenden Einfluss auf die Gestaltung des österreichischen Jugendstrafrechts, das als eines der fortschrittlichsten seiner Zeit galt.[19] Lazars Vorgesetzter an der Universitäts-Kinderklinik war Clemens von Pirquet; siehe die Pirquetgasse im 22. Bezirk Donaustadt.
- Lazaristengasse (Währing), 1894 benannt nach dem katholischen Männerorden der Lazaristen, der 1625 von Vinzenz von Paul in Paris gegründet worden war. Der Orden errichtete in Währing 1868 ein Kloster und 1876–1878 die Lazaristenkirche. Siehe auch Klostergasse und Vinzenzgasse. Die Gasse hieß davor Bockgasse.
- Leitermayergasse (Währing), 1894 benannt nach dem Musiker und Musiklehrer Michael Leitermayer (1799–1867), Chorregent und Organist der Lichtentaler Pfarrkirche in Alsergrund (ab 1827); er war ein Mitschüler und Freund von Franz Schubert und leitete zahlreiche Uraufführungen dessen kirchlicher Werke, u. a. 1829 Schuberts Messe in Es-Dur (D 950).[20] Sein Sohn Alexander Leitermayer (1826–1898) wurde ein populärer Kapellmeister und Komponist.[21] Die Gasse hieß davor in Währing Josefigasse.
- Leopold-Ernst-Gasse (Währing), 1894 benannt nach dem Architekten Leopold Ernst (1808–1862), Dombaumeister von St. Stephan in Wien (ab 1853). Neben der Restaurierung des Doms gestaltete er das Palais Niederösterreich in der Wiener Herrengasse und das Schloss Grafenegg neu. Die Gasse hieß ursprünglich Gebhartgasse, dann Gstättengasse, und danach bis 1894 Leopoldigasse.
- Leopoldsplateau (Pötzleinsdorf), Benennungsdatum und Bedeutung unbekannt; kleiner Platz am nördlichen Abhang des Schafbergs.
- Leo-Slezak-Gasse (Währing), 1960 benannt nach dem Sänger und Schauspieler Leo Slezak (1873–1946), Heldentenor an der Wiener Staatsoper (ab 1901). 1932 begann er seine zweite Karriere als Star in deutschen Filmen, in denen er meistens komische Rollen verkörperte und fast immer auch sang. Die bekannteren Titel sind „La Paloma“ (1934), „Gasparone“ (1937), und „Es war eine rauschende Ballnacht“ (1939). Als Schriftsteller verfasste Leo Slezak vier Bücher, in denen er sein bewegtes Leben auf humorvolle Weise schildert. Die Gasse hieß zuvor Czermakgasse.
- Leschetitzkygasse (Pötzleinsdorf), 1932 benannt nach dem polnischen Musiker, Pianisten, Komponisten und Musikpädagogen Theodor Leschetitzky (eigentlich Teodor Leszetycki, 1830–1915); er kam 1878 nach Wien und bildete zahlreiche – später berühmte – Pianisten aus. Leschetizky war einer der bedeutendsten und einflussreichsten Klavierpädagogen seiner Zeit. Er war auch als Komponist tätig, schrieb zwei Opern, ein Klavierkonzert, Lieder und über 70 Klavierstücke.
- Ligusterweg (Pötzleinsdorf), 1967 benannt nach der Strauchgattung Liguster.
- Littrowgasse (Währing), 1879 benannt nach dem Astronomen Karl Ludwig von Littrow (1811–1877), Sohn des bedeutenden Astronomen Joseph Johann von Littrow, Professor für Astronomie an der Universität Wien, Direktor der Universitätssternwarte (ab 1842), deren Neubau er initiierte. Die „Annalen der Wiener Sternwarte“ sind unter seiner Leitung zu einem der wichtigsten astronomischen Jahrbücher geworden.
- Ludwiggasse (Pötzleinsdorf), 1876 benannt nach dem Schlossermeister Ludwig Galler (1792–1854); er wird in der Chronik als „Wohltäter“ verzeichnet.

## M

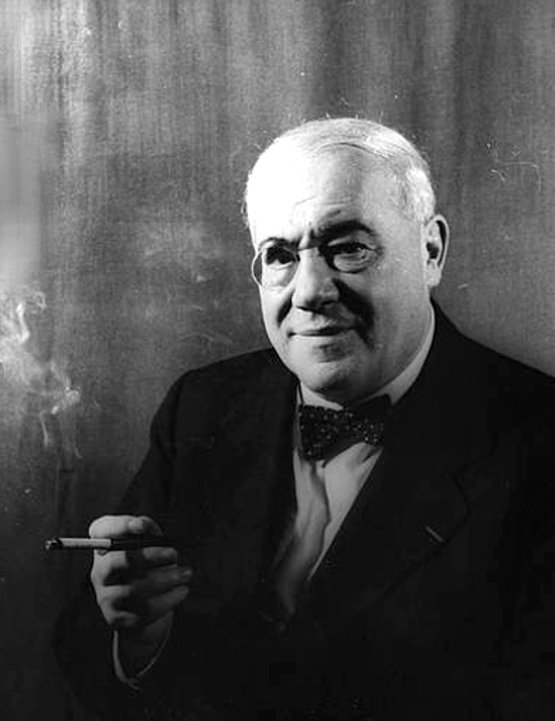
Franz Molnár, 16. Februar 1941, Fotograf Carl van Vechten

- Marsanogasse (Währing), 1895 benannt nach Feldmarschallleutnant Wilhelm von Marsano (1797–1871), Kommandant mehrerer Infanterieregimenter. Schriftstellerisch konnte er sich als Dramatiker und Erzähler der Spätromantik einen Namen machen. Sein Lustspiel „Die Helden“ (1829) wurde am Wiener Burgtheater aufgeführt. Die kleine Gasse verläuft zwischen Währinger Gürtel und Währinger Park; sie hieß zuvor Stefaniegasse.
- Martinstraße (Währing), Benennungsdatum unbekannt, Bedeutung unsicher; möglicherweise nach dem Gastwirt Martin Neumayr (1777–1852), der hier Gründe parzellieren ließ, oder nach Martin Schmauser (Lebensdaten unbekannt), der hier 1840 das erste Haus gebaut hat. Die Straße hieß ursprünglich Währinger Gasse. Sie ist eine wichtige, stark befahrene Verbindung durch das Kreuzgassenviertel zwischen der Jörgerstraße im Süden und der Gentzgasse im Norden (Verlängerung Richtung Döbling: Gymnasiumstraße). Auf Nr. 25 befindet sich die 1898 als Kaiser-Franz-Josef-Jubiläumskirche (seit 1918 Lutherkirche) eröffnete evangelische Pfarrkirche A.B., auf Nr. 100, zwischen Währinger Straße und Gentzgasse, das einstige Währinger Rathaus, seit 1892 Magistratisches Bezirksamt für den 18. Bezirk.
- Mautnerweg (Pötzleinsdorf), 1993 benannt nach dem Unternehmer Konrad Mautner (1880–1924), Leiter der Vereinigten Österreichischen Textil-Industrie Mautner Aktiengesellschaft, einer der damals größten europäischen Textilkonzerne mit ca. 23.000 Beschäftigten. Mautner hielt sich allerdings die meiste Zeit im Salzkammergut auf. In Gößl, wo er eine Villa besaß, betrieb er als Hobby volkskundliche Studien. (Die Industriellenfamilie Mautner ist nicht mit der Industriellenfamilie Mautner Markhof verwandt.)
- Max-Emanuel-Straße (Währing), 1910 benannt nach dem bayrischen Kurfürsten Maximilian II. Emanuel (1662–1726); im Rahmen der Zweiten Wiener Türkenbelagerung 1683 kommandierte er die bayrischen Kontingente des Entsatzheeres in der Schlacht am Kahlenberg. Siehe auch Rimplergasse, Scherffenberggasse und Waldeckgasse.
- Max-Schmidt-Platz (Pötzleinsdorf), 2000 benannt nach dem ungarisch-österreichischen Möbelfabrikanten Max Schmidt (1861–1935); er war gemeinsam mit seinen Brüdern Inhaber des Familienunternehmens Friedrich Otto Schmidt. Schmidt investierte seinen besonders in den Jahren vor dem Ersten Weltkrieg erworbenen Reichtum vorrangig in Kunst und Immobilien. 1920 erwarb Schmidt das Schloss Pötzleinsdorf samt Park und ließ es um 1925 mit einer Freitreppe in neobarockem Stil ausstatten. 1934 übereignete er diesen Besitz der Stadt Wien.
- Maynollogasse (Währing), 1886 benannt nach dem Geistlichen Josef Maynollo (1818–1872), Pfarrer von Währing.
- Messerschmidtgasse (Gersthof), 1894 benannt nach dem Bildhauer Franz Xaver Messerschmidt (1736–1783); er war ein Künstler zwischen Barock und Klassizismus, dem der Ruch der Kuriosität anhaftet. Von Maria Theresia wurde er sehr geschätzt, so dass er zu einer Art „Hofbildhauer“ wurde. Der Nachwelt bekannt wurde er vor allem durch seine im Schloss Belvedere ausgestellten, so genannten „Charakterköpfe“, die alle Arten von physiognomischen Zuständen (Affekten) bis zu extremen Grimassen zeigen. Die Gasse hieß zuvor Schmidtgasse.
- Michaelerstraße (Währing), 1876 benannt nach dem katholischen Männerorden der Barnabiten; 1626 beorderte ihn Ferdinand II. nach Österreich, wo er ihm in Wien die Kirche St. Michael als Ordensniederlassung anvertraute. Der Orden verfügte in Währing über Grundbesitz.
- Mitterberggasse (Währing), benannt (Datum unbekannt) nach einem Flurnamen, der bereits 1355 urkundlich erwähnt worden war.
- Möhnergasse (Gersthof), 1904 benannt nach dem Benediktinermönch Reginbald Möhner († 1672); Konventuale im Kloster St. Ulrich und Afra in Augsburg. Er reiste während des Dreißigjährigen Krieges durch Österreich (1635–1636 und 1646) und schrieb seine Erlebnisse nieder. Der lebenslustige kaiserliche Feldkaplan lieferte in seinen Reiseschilderungen einen mit Humor und feinen Beobachtungen gewürzten, interessanten Beitrag zur Kenntnis des Volkes, Adels und Klerus in Österreich und Bayern.[22]
- Mollgasse (Währing), 1894 benannt nach dem Bildhauer Balthasar Ferdinand Moll (1717–1785), Professor an der Akademie der bildenden Künste (1751–1765). Er schuf zahlreiche Rokoko-Prunksarkophage für die Habsburger Herrscherfamilie, die in der Kapuzinergruft des Wiener Kapuzinerklosters beigesetzt wurden. Sein Hauptwerk ist der Doppelsarkophag für Maria Theresia und Kaiser Franz I. Stephan in der Kapuzinergruft aus dem Jahr 1754. Die Gasse hieß davor Friedhofgasse.
- Molnargasse (Pötzleinsdorf), 1959 benannt nach dem ungarischen Schriftsteller und Journalisten Ferenc Molnár (1878–1952); er gilt als der bedeutendste ungarische Dramatiker des 20. Jahrhunderts. Sein bekanntestes Werk ist das Theaterstück Liliom (1909).
- Mosenthalweg (Pötzleinsdorf), 1888 benannt nach dem Dramatiker und Librettisten Salomon Hermann Mosenthal (1821–1877); sein bekanntestes Werk ist sein Libretto zu Otto Nicolais komischer Oper „Die lustigen Weiber von Windsor“. Der Weg hieß 1938–1948 Larischweg.

## N
- Naaffgasse (Pötzleinsdorf), 1937 benannt nach dem Journalisten und Schriftsteller Anton August Naaff (1850–1918), Herausgeber der Zeitschrift „Die Lyra. Wiener Allgemeine Zeitschrift für die literarische und musikalische Welt“ (ab 1882). Neben seiner journalistischen Tätigkeit schrieb er Gedichte und Erzählungen mit teils ausgeprägten deutschnationalen Inhalten.[23] Die Gasse war davor ein Teil der Herbeckstraße.

## P

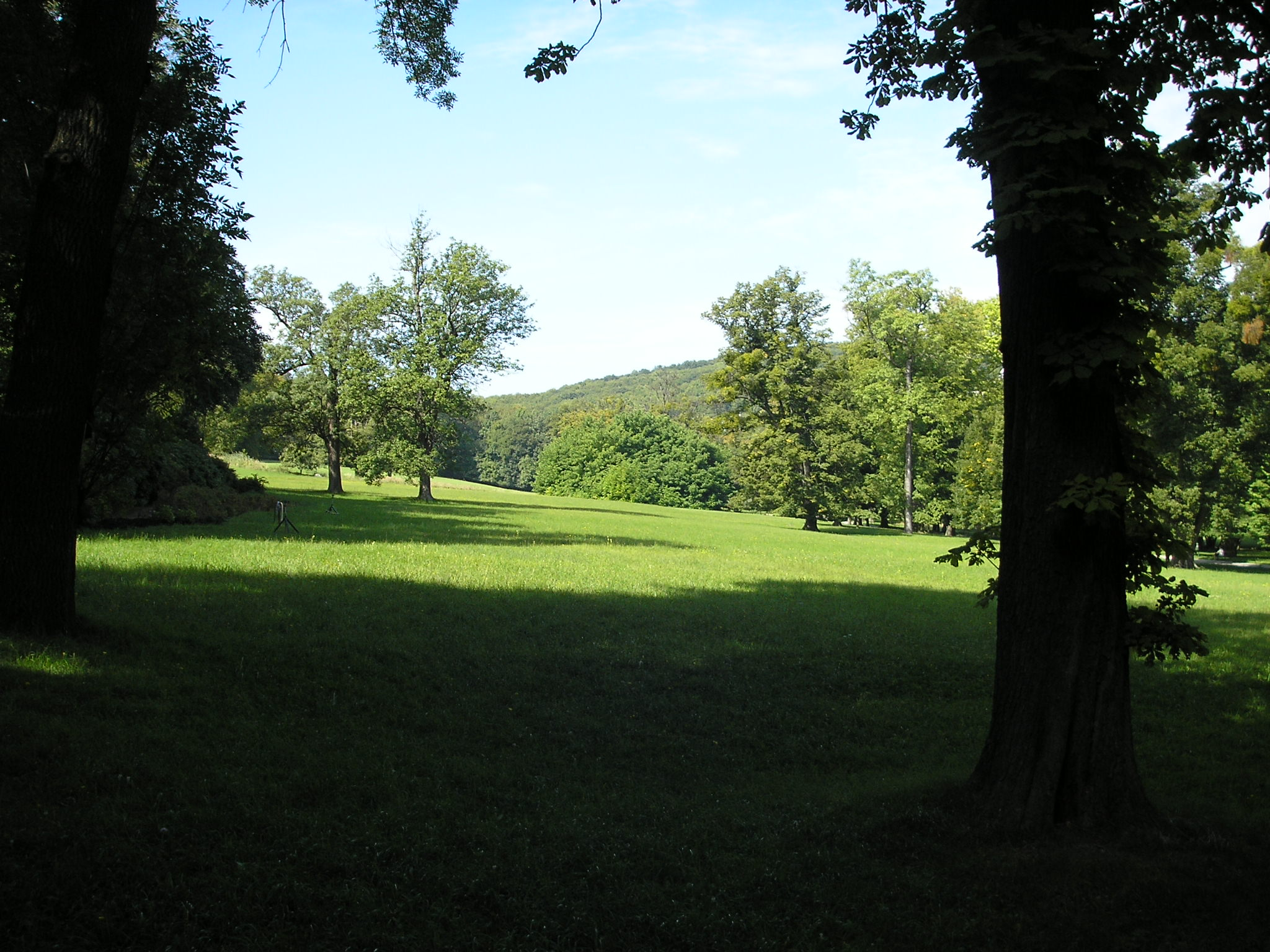
Pötzleinsdorfer Schlosspark

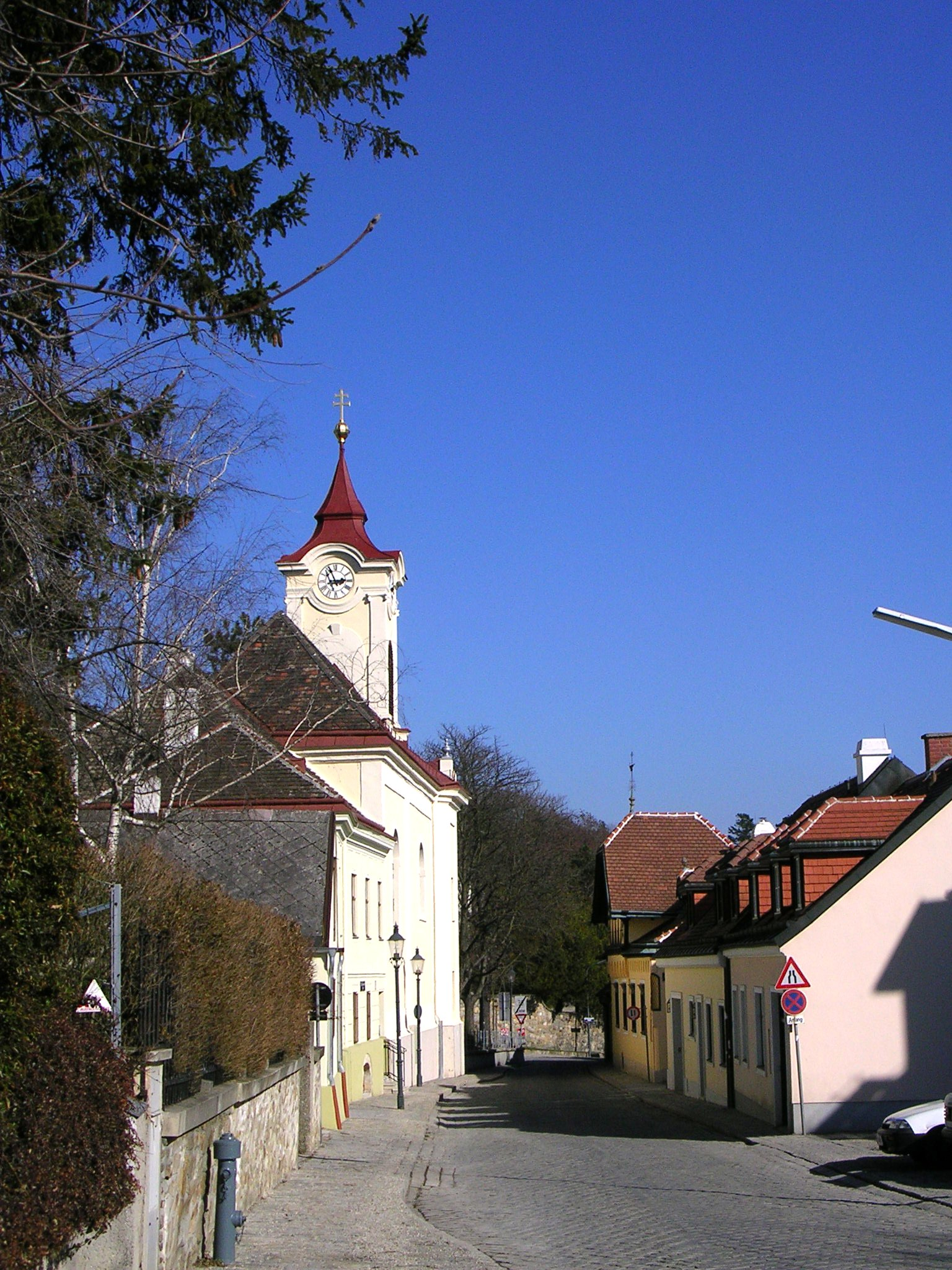
Pötzleinsdorfer Straße mit Pfarrkirche St. Ägydius

- Paradeweg (Pötzleinsdorf), nicht amtliche Bezeichnung eines Weges in der Kleingartenanlage Brunnstube.
- Paulinengasse (Währing, Weinhaus), 1894 benannt nach Pauline Baronin von Effinger-Wildegg (geb. Feronce von Rothenkreutz, 1808–1905), Erzieherin der Fürstin Wilhelmine Montléart-Sachsen-Curland, nach der der Wilhelminenberg, das Schloss Wilhelminenberg, das Wilhelminenspital, die Wilhelminenstraße, die Montleartstraße und die Curlandgasse in Ottakring bzw. Hernals benannt sind. Nach Pauline von Effinger-Wildegg ist auch der Paulinensteig und die Effingergasse in Ottakring benannt. Die Gasse hieß vorher Mayergasse.
- Peter-Jordan-Straße (Währing), 1904 benannt nach Agrarwissenschafter Peter Jordan (1751–1827), Professor für allgemeine Naturgeschichte an der Universität Wien (ab 1783), Direktor der kaiserlichen Güter in Vösendorf und Laxenburg (ab 1806). Er war einer der Begründer des landwirtschaftlichen und forstwirtschaftlichen Unterrichts und entwickelte neue Methoden der planmäßigen Bodenbearbeitung.
- Philippovichgasse (Oberdöbling), 1926 benannt nach dem Ökonomen und Politiker Eugen Philippovich von Philippsberg (1858–1917), Professor an der Universität Wien (ab 1893); er war einer der führenden Repräsentanten der 1896 gegründeten Sozialpolitischen Partei. Philippovich war Mitglied im 1873 gegründeten Verein für Socialpolitik, engagierte sich für den Aufbau eines Sozialstaats und für gemäßigten Kolonialismus.
- Pittelweg (Pötzleinsdorf), nicht amtliche Bezeichnung.
- Plenergasse (Währing), 1888 benannt nach dem Politiker Ignaz von Plener (1810–1908), österreichischer Finanzminister (1860–1865) und Handelsminister (1867–1870); er schuf die Grundlagen für den wirtschaftlichen Aufschwung der Gründerzeit. Sein besonderes Interesse galt dabei dem Ausbau des Eisenbahnsystems durch Konzessionierung vieler Privatbahnen, einer Reform der Großbanken, der Einführung der Statistik und des Haftpflichtgesetzes sowie der Neuorganisation der Handelskammern. Im Jänner und Februar 1870 fungierte er übergangsweise als k.k. Ministerpräsident.
- Pötzleinsdorfer Höhe (Pötzleinsdorf, Neustift am Walde), 1886 benannt; siehe Pötzleinsdorfer Straße.
- Pötzleinsdorfer Straße (Pötzleinsdorf), 1894 benannt nach dem am Rand des Wienerwaldes liegenden Pötzleinsdorf, das 1112 erstmals urkundlich als pezelinesdorf erwähnt und 1892 nach Wien eingemeindet wurde. Die Straße hieß vorher Hauptstraße.

## R

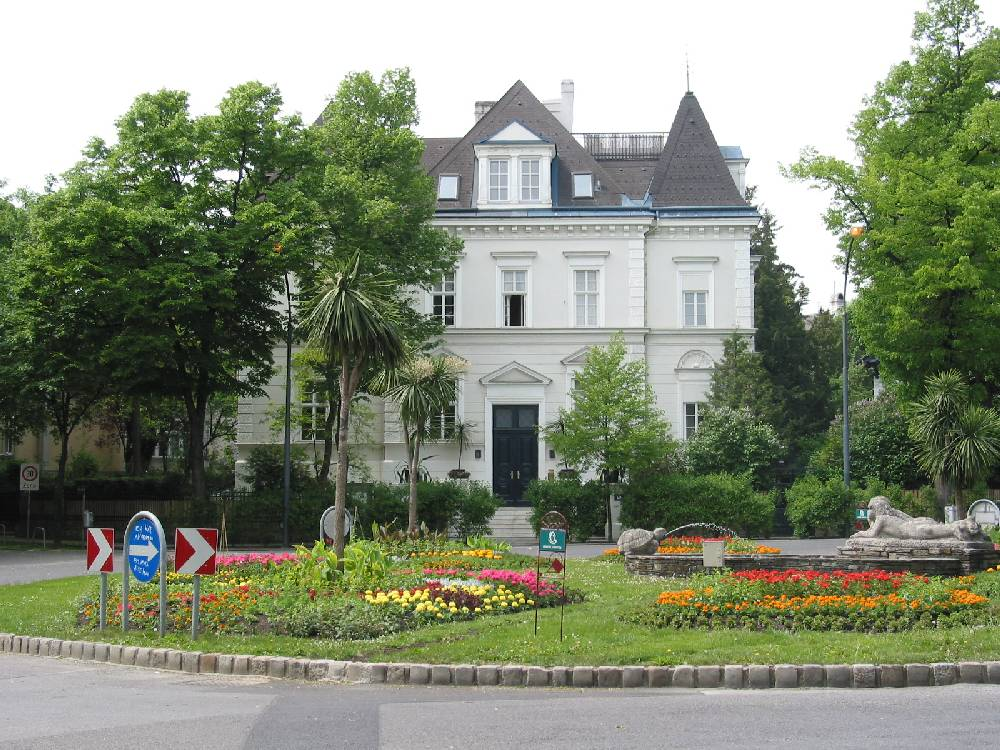
Richard-Kralik-Platz

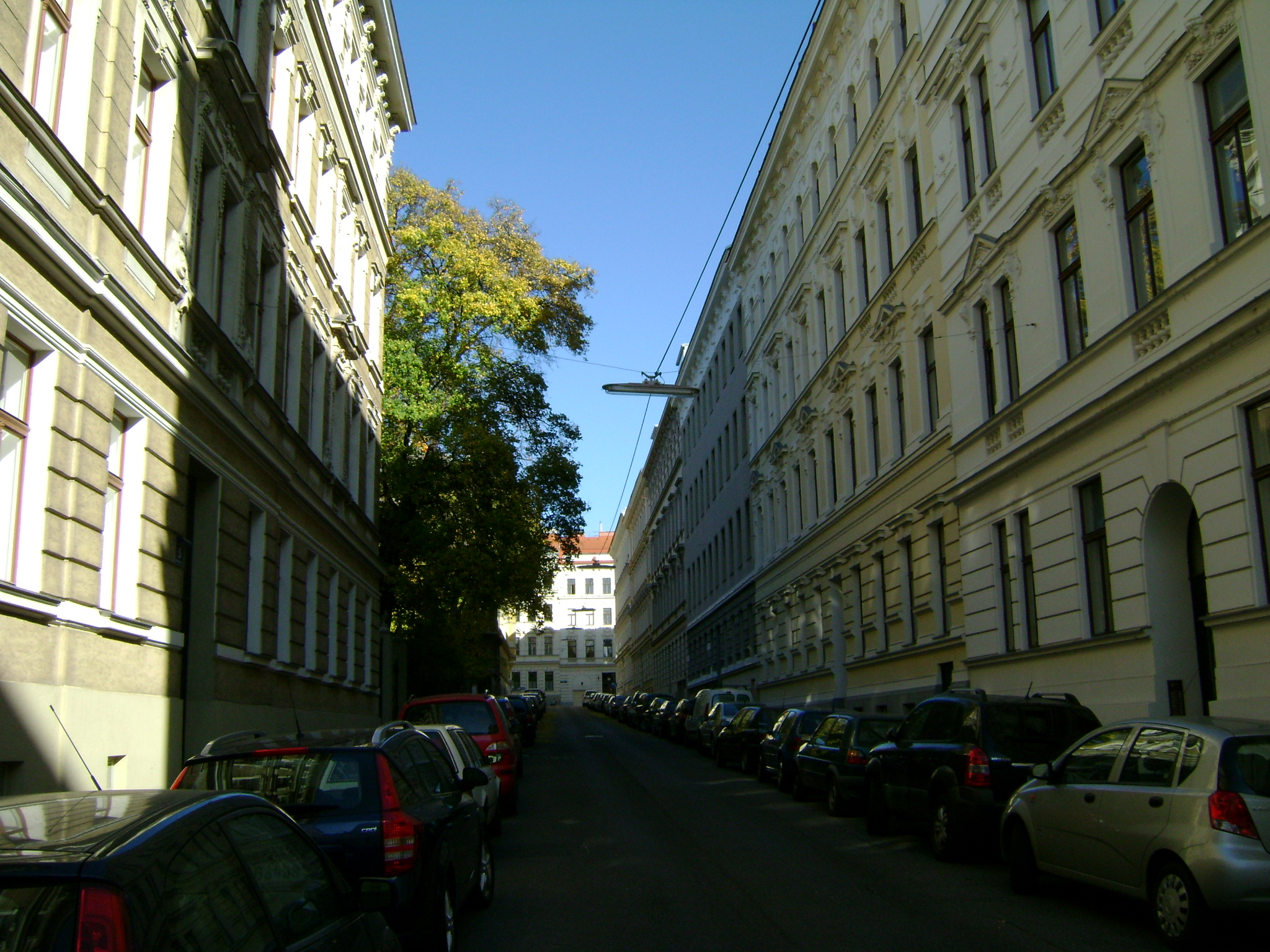
Blick in die Riglergasse

- Ranftlgasse (Währing), 1894 benannt nach dem Maler und Grafiker Matthias Johann Ranftl (1804–1854); Künstler des Wiener Biedermeier. Seine Bildthemen reichten von der Landschaftsmalerei über das Porträt und das Historien- und das religiöse Altarbild bis zur Genremalerei, für die er heute noch am bekanntesten ist. Dem Genre wandte er sich nach 1831 in seiner Wiener Zeit hauptsächlich zu. Es entstanden dabei Bilder aus dem ländlichen Bereich und Szenen aus Wien. Die Gasse hieß davor Währinger Gasse.
- Richard-Kralik-Platz (Währing), 1934 benannt nach dem Schriftsteller und Kulturphilosophen Richard Kralik (1852–1934); er wollte Gegenwart und Zukunft zu einer aus Religion und Volkstum erwachsenden Kulturblüte erstehen sehen, die der Antike gleichwertig wäre. Der Verwirklichung dieses romantisch-katholischen Kulturprogramms widmete er Leben und Werk. Der Platz hieß bis 1920 Carl-Ludwig-Platz und dann bis 1934 Weimarer Platz.
- Riglergasse (Währing), 1886 benannt nach dem Bäckermeister Karl Rigler (1823–1895), Gemeinderat in Währing.
- Rimplergasse (Währing), 1910 benannt nach dem Festungsbauer und Mineur Georg Rimpler (auch Rümpler, 1636–1683); sein Hauptwerk war die Verstärkung der Festung Wien zur Zweiten Wiener Türkenbelagerung. Sein technisches Wissen trug wesentlich dazu bei, dass Wien so lange durchhalten konnte, bis das Entsatzheer eintraf. Siehe auch Max-Emanuel-Straße, Scherffenberggasse und Waldeckgasse.
- Rügenweg (Pötzleinsdorf), nicht amtliche Bezeichnung.
- Ruhrhofergasse (Gersthof), 1908 benannt nach dem Weinhauer und Gemeinderat Karl Ruhrhofer (1824–1889). Ein Teil der Gasse hieß bis 1920 Weißkerngasse.
- Rupoldengasse (Pötzleinsdorf), 1925 benannt nach einem Flurnamen.

## S

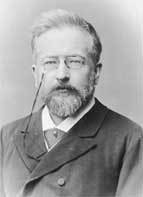
Emil Jakob Schindler

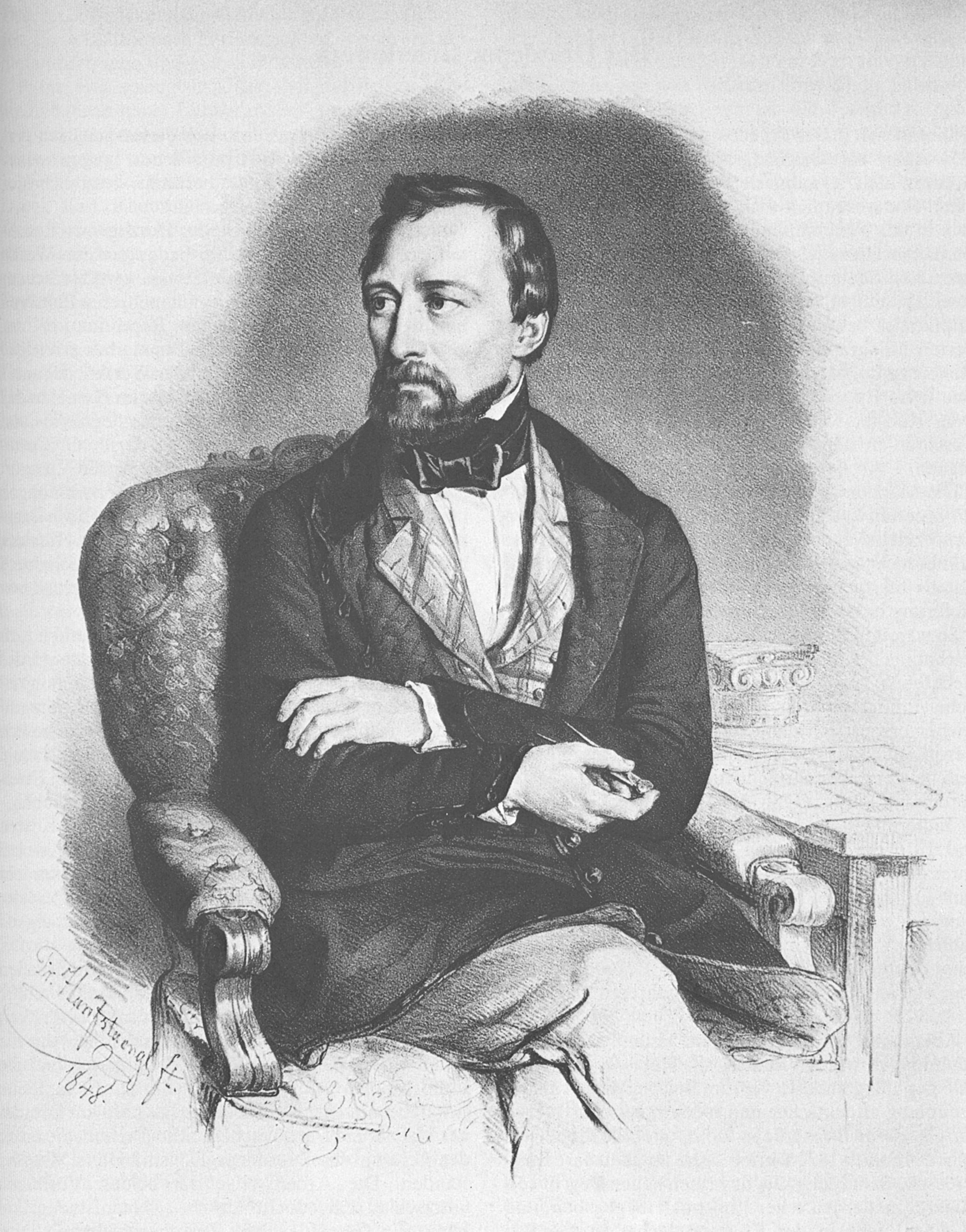
Gottfried Semper, Lithographie 1848

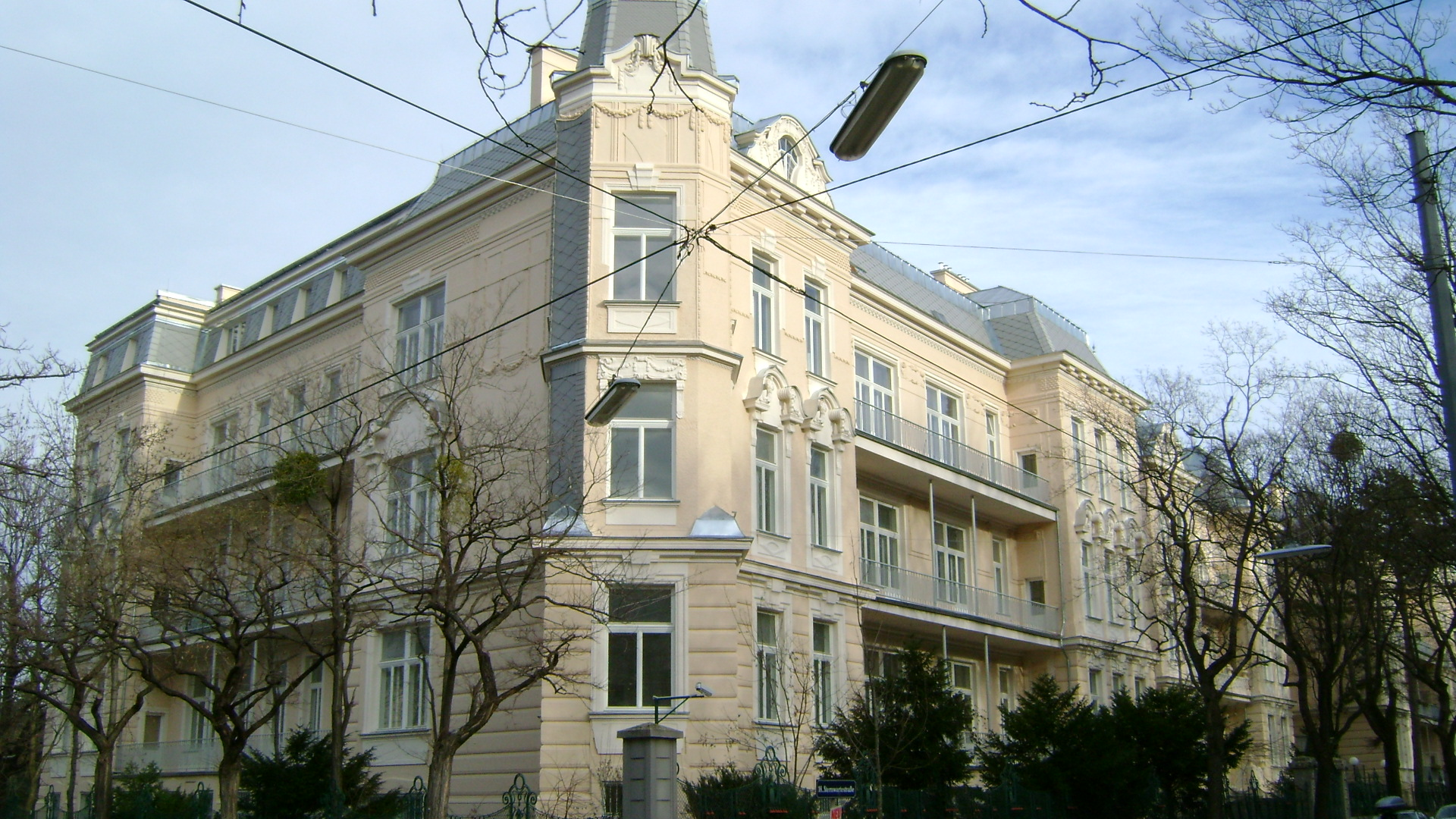
Das ehemalige Cottagesanatorium an der Sternwartestraße

- Salierigasse (Gersthof), 1894 benannt nach dem italienisch-österreichischen Komponisten, Kapellmeister und Musikpädagogen Antonio Salieri (1750–1825), Hofkapellmeister und Kompositionslehrer. Als Komponist schrieb er 40 Opern sowie Kammer- und Kirchenmusik. Salieri unterrichtete später so berühmte Komponisten wie Ludwig van Beethoven, Carl Czerny, Franz Liszt, Franz Schubert, und auch Franz Xaver Wolfgang Mozart, den jüngsten Sohn von Wolfgang Amadeus Mozart. Nach seinem Tod wurde er Opfer von Rufmord, wobei ihm geringes Talent, Feindschaft zu Mozart und sogar dessen Ermordung angedichtet wurden. Die Gasse hieß zuvor Weinberggasse.
- Schafberggasse (Pötzleinsdorf), 1894 benannt nach dem schon 1366 bezeugten 390 Meter hohen Schafberg, einer Anhöhe des Wienerwaldes. Hieß zuvor Badgasse.
- Schalkgasse (Gersthof), 1894 benannt nach dem Großgrundbesitzer Ignaz Schalk (1831–1876), der der Gemeinde Gersthof unentgeltlich einige Grundstücke überließ. Die Gasse hieß vorher Sackgasse.
- Scheibenbergstraße (Gersthof), 1894 benannt nach einem Flurnamen. Die Straße hieß vorher teils Friedhofsstraße (Gersthof), teils Schönbrunner Straße.
- Scheidlstraße (Gersthof), 1889 benannt nach dem Fuhrwerker Johann Scheidl (Lebensdaten unbekannt), der diese Straße anlegen ließ. Die Familie Scheidl gehörte zu den ältesten Familien in dieser Gemeinde.
- Scherffenberggasse (Währing), 1910 benannt nach Friedrich Sigismund Scherffenberg (1647–1688), einem der Befehlshaber des Entsatzheeres, das in der Schlacht am Kahlenberg 1683 die Zweite Türkenbelagerung siegreich beendete. Siehe auch Max-Emanuel-Straße, Rimplergasse und Waldeckgasse.
- Schindlergasse (Gersthof), 1894 benannt nach dem Landschaftsmaler Emil Jakob Schindler (1842–1892). Im Gegensatz zu den romantisierenden Tendenzen der zeitgenössischen Landschaftsmalerei strebte Schindler nach realistischer Darstellung. Für seine in Öl gemalten Landschaften wählte er die Motive zunächst mit besonderer Vorliebe aus dem Prater, später aus Mähren, Ungarn und Holland. Seine Malweise wird gemeinhin als Stimmungsimpressionismus bezeichnet. Schindler ist der Vater von Alma Mahler-Werfel. Die Gasse hieß davor Bergsteiggasse.
- Schmiegergasse (Pötzleinsdorf), 1963 benannt nach dem Fußballspieler Wilhelm Schmieger (1887–1950), Stürmer beim Wiener Sport-Club; von 1907 bis 1912 war er Mitglied der Nationalmannschaft, für die er sechs Tore erzielte. Nach Ende seiner Karriere arbeitet er als Gymnasiallehrer. Daneben betätigte er sich als Sportjournalist und verfasste das Standardwerk „Der Fußball in Österreich“ (1925). Im Historikerbericht Straßennamen Wiens seit 1860 als „Politische Erinnerungsorte“ aus dem Jahr 2013 ist die Straße Gruppe B (Diskussionsbedarf) zugeordnet.[6]
- Schöffelgasse (Gersthof), benannt (Datum unbekannt, vor 1900) nach dem Journalisten, Politiker, Heimat- und Naturschützer Josef Schöffel (1832–1910), Bürgermeister von Mödling, Abgeordneter im Reichsrat. Bekannt wurde er als „Retter des Wienerwaldes“, als er 1872 durch eine journalistische Initiative verhinderte, dass ein Viertel der Waldfläche des Wienerwalds an einen Holzhändler zur Schlägerung verkauft wurde. Der Schöffelplatz im 14. Bezirk Penzing ist ebenfalls nach ihm benannt. Ein Teil der Schöffelgasse hieß 1877 Reformvereinsgasse. Die Gasse reichte um 1900 im Süden bis zur Richthausenstraße, wo sich damals die Grenze zwischen dem 17. und dem 18. Bezirk befand. 1908 wurde das südliche Teilstück bis zur Czartoryskigasse, wo sich in diesem Abschnitt seit 1910[24] die Bezirksgrenze befand, in Lidlgasse umbenannt. Später wurde die Grenze hier wieder etwas nach Süden an die Gersthofer Straße verschoben, die Lidlgasse entsprechend verkürzt und der wieder zum 18. Bezirk gelangte Teil in Schöffelgasse zurück benannt.
- Schönbrunner Graben (Pötzleinsdorf), 1962 benannt nach einem Gebiet mit guten Quellen, die von den Jagdgesellschaften Maria Theresias benutzt wurden.
- Schopenhauerstraße (Währing), 1894 benannt nach dem deutschen Philosophen Arthur Schopenhauer (1788–1860); er entwarf eine Lehre, die gleichermaßen Ethik, Metaphysik und Ästhetik umfasst. Er sah sich selbst als Nachfolger Immanuel Kants, dessen Philosophie er als Vorbereitung seiner eigenen Lehre auffasste. Er vertrat als einer der ersten Philosophen im deutschsprachigen Raum die Überzeugung, dass der Welt ein unvernünftiges Prinzip zugrunde liege. Die Straße hieß vorher Wiener Straße. Auf Nr. 39 stand bis zum Novemberpogrom 1938 eine Synagoge. Auf Nr. 49 befindet sich ein Bundesrealgymnasium, 1880 als Unterrealschule eröffnet.
- Schrottenbachgasse (Währing), 1992 benannt nach dem Polizeibeamten Ferdinand Schrottenbach (1957–1991), Revierinspektor; er wurde 1991 im Dienst vom Täter eines Raubüberfalls erschossen.
- Schulgasse (Währing, Weinhaus), 1864/71 benannt zur Erinnerung an die 1867 erbaute Volksschule der Gemeinde Währing. Die Gasse hieß früher Turmgasse und Karlsgasse. Die Volksschule befindet sich auch heute noch auf Hausnummer 57.
- Schumanngasse (Währing), 1894 benannt nach dem deutschen Komponisten Robert Schumann (1810–1856), bedeutender Vertreter der deutschen Romantik. Schumann war in Leipzig, Dresden und Düsseldorf tätig. Er schrieb vier Sinfonien, sowie Konzerte, Kammermusik, Klavierwerke und Liederzyklen. Die Gasse hieß früher Annagasse und Ganserlberggasse.
- Schwendenweingasse (Pötzleinsdorf), 1894 benannt nach dem Architekten August Schwendenwein von Lanauberg (1817–1885); er erbaute gemeinsam mit seinem Partner Johann Romano von Ringe u. a. die Wiener Palais Festetics, Dumba, Ofenheim und Henckel von Donnersmarck. Er widmete eine Stiftung für die Armen und spendete für die Schule von Pötzleinsdorf. Die Gasse hieß davor Sackgasse.
- Semperstraße (Währing), 1894 benannt nach dem deutschen Architekten Gottfried Semper (1803–1879). In Wien erbaute er gemeinsam mit Karl von Hasenauer das Burgtheater (1874–1888) und entwarf den Generalplan für das „Kaiserforum“, in dessen Rahmen er ab 1872 das Kunsthistorische Museum, das Naturhistorische Museum und die Neue Hofburg entwarf. Die Straße hieß ursprünglich Leichenhofstraße, dann Freithofstraße, und schließlich bis 1894 Döblinger Straße.
- Severin-Schreiber-Gasse (Währing), 1918 benannt nach dem Unternehmer Severin Schreiber (1829–1892); er engagierte sich ab 1883 für die Anlage des Türkenschanzparks und stiftete einen Teil des dafür benötigten Grundes.
- Simonygasse (Währing, Weinhaus), 1907 benannt nach dem Geographen und Alpenforscher Friedrich Simony (1813–1896), Professor an der Universität Wien (1851–1885), wo er die Lehrkanzel für Geographie gründete. Er ist vor allem durch die Erschließung des Dachsteingebietes bekannt. 1840 begann er erstmals mit Forschungen auf dem Dachsteinplateau und mit der Erkundung der Geomorphologie und der acht Gletscher des Dachsteingebirges. 1847 gelang ihm die erste Winterbesteigung. Nach ihm sind im Dachsteingebiet die Simonyhütte und die Simony-Scharte benannt.
- Sommarugagasse (Währing), 1894 benannt nach dem Juristen Franz Seraph von Sommaruga (1780–1860), Rektor der Universität Wien (1832), Mitglied des Niederösterreichischen Appellationsgerichtshofs, ab 1848 dessen Präsident, Zweiter Präsident des Obersten Gerichtshofs (1857–1860).[25] Weiters war er im Revolutionsjahr 1848 unter dem Ministerpräsidenten Franz von Pillersdorf kurzzeitig Unterrichtsminister und Justizminister. Die Gasse hieß vorher Uniongasse.
- Sommerhaidenweg (Neustift am Walde), 1901 benannt nach einem Flurnamen. Eine „Heide“ oder „Haide“ ist die Bezeichnung für einen Landschaftstyp mit oft nährstoffarmen und saurem Boden.
- Sonnenbadweg (Pötzleinsdorf), 1995 benannt nach einer schon lange ortsüblichen Bezeichnung.
- Spitzergasse (Pötzleinsdorf), 1925 benannt nach dem Juristen, Journalisten und Schriftsteller Daniel Spitzer (1835–1893); er war im bürgerlichen Beruf zunächst Beamter und später Journalist. Von seinen Veröffentlichungen in fast allen schriftstellerischen Bereichen (Novellen, Lyrik, Essay, Feuilleton-Kolumnen) sind seine humoristischen Satiren und Aphorismen heute am bekanntesten. Sein Hauptwerk sind die „Wiener Spaziergänge“ (7 Bände, 1869–1886). Die Gasse hieß 1938–1945 Barwiggasse.
- Starkfriedgasse (Pötzleinsdorf), 1900 benannt nach Starkfried (Starichfried) von Patzelinesdorf (Lebensdaten unbekannt); er war um 1136 Besitzer der Herrschaft Pötzleinsdorf.
- Staudgasse (Währing, Weinhaus), benannt 1894 nach dem Geistlichen Johann Staud (1737–1808), Pfarrer von Währing (1772–1808); er hinterließ Geld für die Errichtung eines Armenhauses. Die Gasse hieß davor Johannesgasse, ein Teil um 1866 Mitterberggasse.
- Sternwartestraße (Währing), 1875 benannt nach der Universitätssternwarte, deren heutiger Bau ab 1874 errichtet wurde. Siehe auch Edmund-Weiß-Gasse und Littrowgasse. Zwischen Währinger Gürtel und Severin-Schreiber-Gasse verlaufend, wurde die Straße im Zuge der Errichtung des Cottageviertels angelegt. Nr. 71: Gedenktafel für Arthur Schnitzler, der hier von 1910 bis zu seinem Tod 1931 wohnte. Auf Nr. 74 befindet sich das von Johann Kazda entworfene, 1907–1908 errichtete Gebäude des ehemaligen Cottage-Sanatoriums, eine blockartige Anlage zwischen Josef-Kainz-Platz und Littrowgasse. 1932 starb hier der Abenteurer Slatin Pascha. Ab 1940 war die Anlage ein Spital für städtische Beamte statt Privatsanatorium, 1945 wurde sie von der US Army beschlagnahmt und 1955 an die UdSSR verkauft. Heute ist sie eine Wohnanlage für Angehörige der russischen diplomatischen Organisationen in Wien.

## T

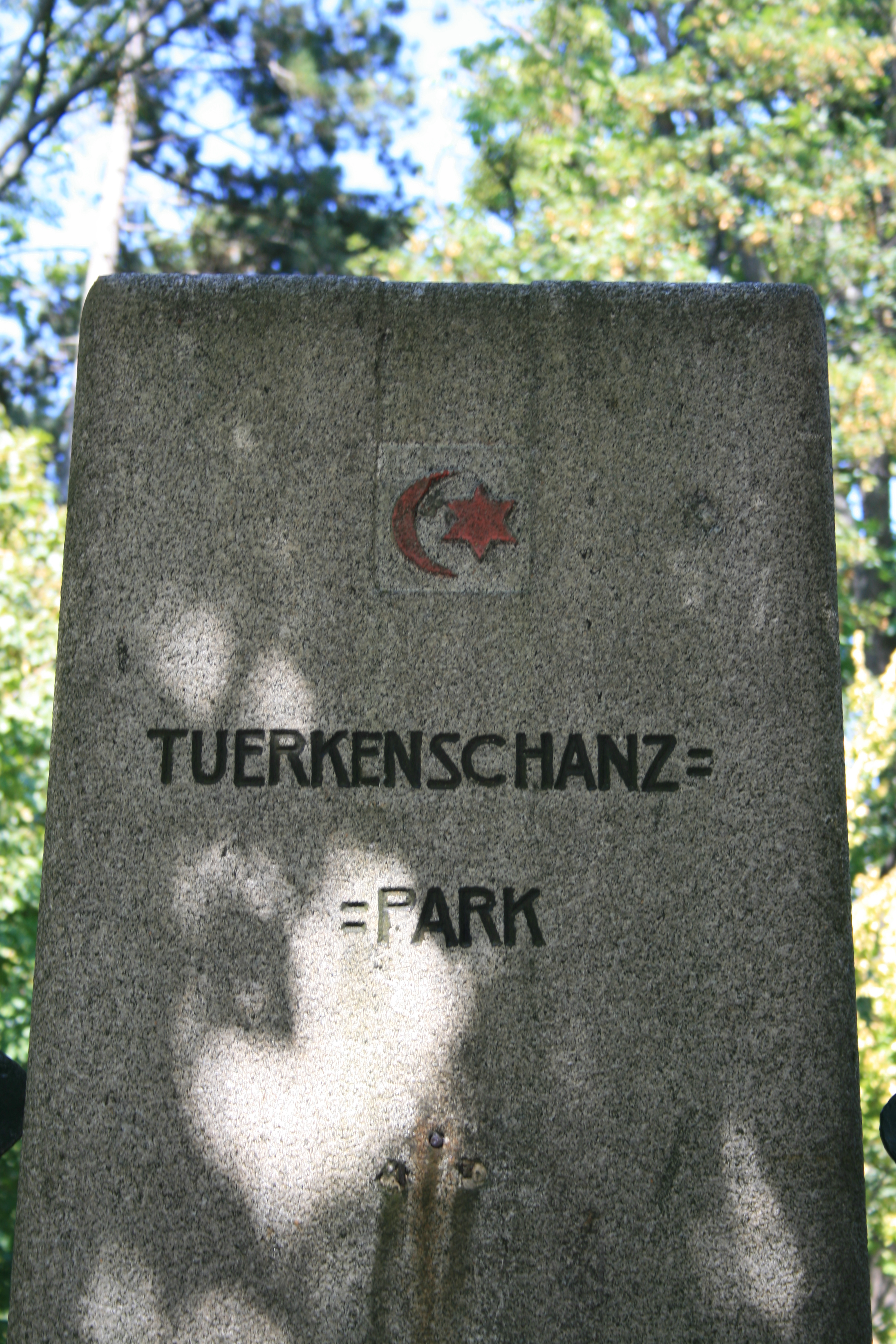
Eingang zum Türkenschanzpark

- Teschnergasse (Währing), 1956 benannt nach dem Jugendstil-Künstler Richard Teschner (1879–1948); als Maler, Grafiker, Bildhauer und Puppenspieler schuf er in den Dreißiger Jahren den Figurenspiegel, der seit 1953 im Österreichischen Theatermuseum im Palais Lobkowitz bewahrt wird. Teschner schuf über den Figurenspiegel hinaus auch Gemälde, Plastiken, Exlibris, kunstgewerbliche Gegenstände etc. Die Gasse hieß ursprünglich Marktgasse, von 1894 bis 1938 Karl-Beck-Gasse, von 1938 bis 1945 Gustloffgasse nach Wilhelm Gustloff, dann wieder bis 1956 Karl-Beck-Gasse.
- Theresiengasse (Währing), Benennungsdatum unbekannt, Benennung unklar; möglicherweise nach Theresia Klettenhofer (1813–1898), Ehefrau des Währinger Bürgermeisters Anton Klettenhofer (Amtszeit 1873–1882). Siehe auch Antonigasse und Klettenhofergasse.
- Thimiggasse (Gersthof), 1948 benannt nach dem Schauspieler, Regisseur und Theaterleiter Hugo Thimig (1854–1944), Schauspieler am Wiener Burgtheater (ab 1874), von 1912 bis 1917 dessen Direktor. Nach seiner Pensionierung wechselte er 1924 siebzigjährig an das von seinem späteren Schwiegersohn Max Reinhardt geleitete Theater in der Josefstadt, wo er bis 1933 blieb. Die Gasse hieß ursprünglich Feldgasse, von 1894 bis 1938 Ladenburggasse, und von 1938 bis 1948 Heilbronner Straße.
- Tichyweg (Pötzleinsdorf), 1993 benannt nach dem Reiseschriftsteller, Geologen, Journalisten und Bergsteiger Herbert Tichy (1912–1987); 1933 unternahm er eine Reise auf einem Puch-Motorrad nach Indien. Nach seiner Promotion zum Doktor der Geologie bereiste er im Jahr 1938 Alaska. 1954 bestieg er als erster den 8.188 m hohen Cho Oyu. Herbert Tichy schrieb zahlreiche Bücher über seine Reisen. Im Historikerbericht Straßennamen Wiens seit 1860 als „Politische Erinnerungsorte“ aus dem Jahr 2013 ist die Straße Gruppe C (demokratiepolitisch relevante biographische Lücken) zugeordnet.[6]
- Trefferweg (Pötzleinsdorf), nicht amtliche Bezeichnung.
- Türkenschanzplatz (Währing), 1910 benannt, siehe Türkenschanzstraße.
- Türkenschanzstraße (Währing, Weinhaus), 1875 benannt nach der einstigen Türkenschanze an einem deutlichen Geländeanstieg nördlich des heute verbauten Währinger Bachs. Möglicherweise haben sich hier bereits während der Ersten Wiener Türkenbelagerung 1529 Proviant- oder Pulvermagazine befunden, die verschanzt angelegt worden waren. Zur Verfestigung des Namens Türkenschanze dürfte aber insbesondere die Zweite Wiener Türkenbelagerung beigetragen haben. 1683 hatten die Türken hier eine rasch aufgeworfene Befestigungsanlage errichtet, um den Belagerungsring vor dem Entsatzheer zu schützen.

## U
- Utopiaweg (Pötzleinsdorf), 1954 benannt nach dem Roman De optimo statu rei publicae deque nova insula Utopia (Vom besten Zustand des Staates oder von der neuen Insel Utopia, 1516) von Thomas Morus; siehe die Thomas-Morus-Gasse im 13. Bezirk Hietzing. Das Buch war so prägend, dass man fortan jeden Roman, in dem eine erfundene, positive Gesellschaft dargestellt wird, als Utopie oder utopischen Roman bezeichnete. Der Weg hieß vorher 1874–1954 Am Schafberg.

## V
- Vereinsweg (Pötzleinsdorf), nicht amtliche Bezeichnung.
- Vinzenzgasse (Währing), benannt ca. 1871 nach dem Priester Vinzenz von Paul (1581–1660), der 1625 in Paris den katholischen Männerorden der Lazaristen gegründet hat. Der Orden errichtete in Währing 1868 ein Kloster und 1876–1878 die Lazaristenkirche. Siehe auch Lazaristengasse und Klostergasse. Die Gasse erstreckt sich von Süd nach Nord zwischen Antonigasse (Haus der Barmherzigkeit) und Aumannplatz; ein Teil gehörte bis 1904 zur Lazaristengasse.

## W

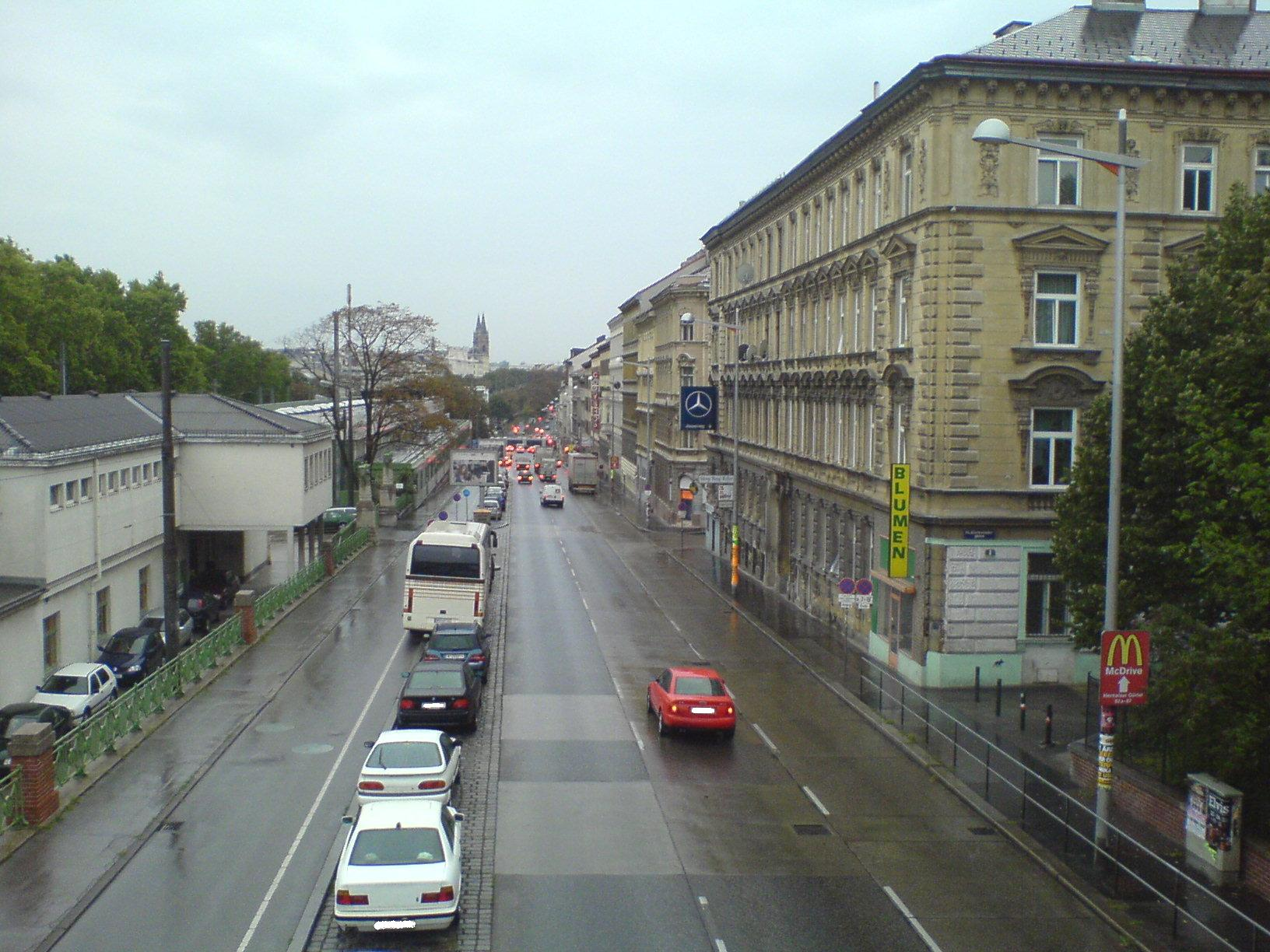
Währinger Gürtel von Michelbeuern Richtung Süden

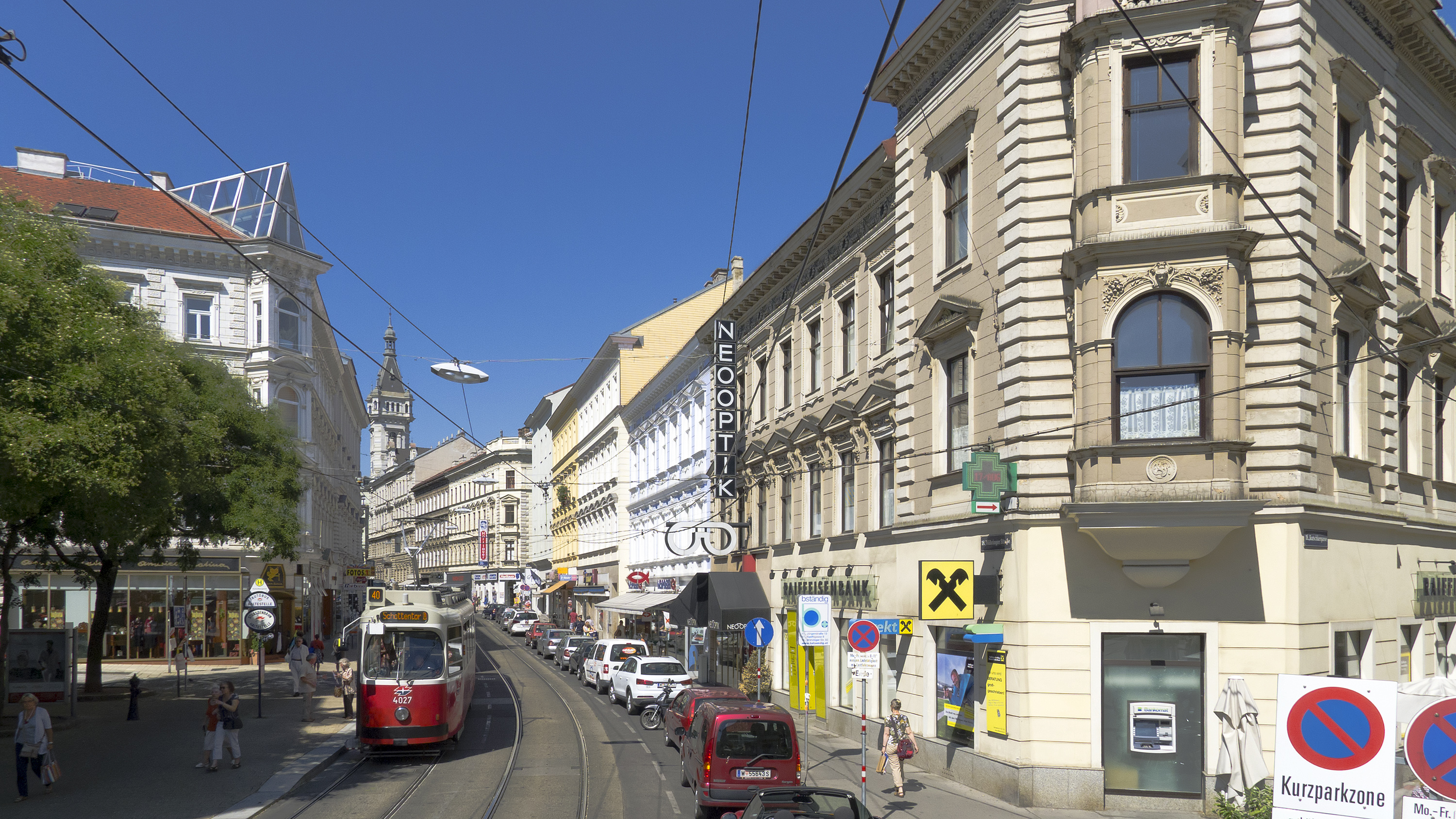
Die Währinger Straße beim Gertrudplatz

- Währinger Gürtel (Währing), 1894 benannt; siehe Währinger Straße. Der Währinger Gürtel hieß im 18. Bezirk vorher Gürtelstraße. Er ist ein etwa 2 Kilometer langer Teilabschnitt der Wiener Gürtelstraße, erstreckt sich von der Döblinger Hauptstraße bis zur Jörgerstraße, und bildet die Grenze zwischen Währing und Alsergrund, wobei nur der äußere Währinger Gürtel zu Währing gehört.
- Währinger Straße (Währing, Weinhaus), 1894 benannt zur Wahrung des Namens der ehemals selbstständigen Gemeinde Währing, erstmals etwa 1170 als Warich urkundlich genannt. Über die Herkunft des Namens gibt es nur Vermutungen. Möglicherweise ist er slawischen (var für warme Quelle) oder germanischen Ursprungs (werich für Tagwerk, d. h. ein Feld in einer Größe, wie es ein Mann an einem Tag bearbeiten kann), womöglich leitet er sich auch von Werigandus, dem ersten Abt des Klosters Michelbeuern, ab. Ein weiterer möglicher Ursprung des Namens könnte sich auf die slawische Landnahme zurückführen, gehen doch Döbling (Toplica = warmer Bach) und Währing (Varica = dunkler Bach) auf slawische Toponyme zurück. Die Straße hieß früher hier Zwanzigerzeile und Zweiunddreißigerzeile, später in Währing Hauptstraße und in Weinhaus Währing-Weinhauser Straße. Sie bildet zusammen mit der Gentzgasse die Hauptachse des Bezirks. Die Straße beginnt an der Maria-Theresien-Straße (Grenze zwischen 1. und 9. Bezirk), trägt im 9. Bezirk seit 1862 diesen Namen und erstreckt sich im 18. Bezirk von der Kreuzung mit dem Währinger Gürtel (Höhe Volksoper) bis zur Haltestelle Wien Gersthof auf Höhe Simonygasse. Heute ist sie die bedeutendste Geschäftsstraße des Bezirks.
- Waldeckgasse (Währing), 1910 benannt nach dem deutschen Generalfeldmarschall Georg Friedrich Fürst zu Waldeck (1620–1692); er führte 1683 die Kreistruppen Bayerns, Frankens und Oberhessens zum Entsatzheer nach Wien, das in der Schlacht am Kahlenberg die Zweite Türkenbelagerung siegreich beendete. Siehe auch Max-Emanuel-Straße, Rimplergasse und Scherffenberggasse.
- Wallrissstraße (Gersthof, Pötzleinsdorf, bis 1999 amtlich Wallrißstraße), 1903 benannt nach einem Flurnamen, der bereits 1333 urkundlich erwähnt wurde. Hier floss einst ein kleiner Bach zum Währinger Bach.
- Wasserweg (Pötzleinsdorf), nicht amtliche Bezeichnung.
- Wegelergasse (Pötzleinsdorf), 1906 benannt nach dem deutschen Mediziner Franz Gerhard Wegeler (1765–1848), Professor an der Kurkölnischen Universität Bonn (1789–1798), 1793 deren Rektor; ab 1798 Lehrer und Arzt. Seine eigentliche Bedeutung für die Nachwelt kommt ihm als Freund und Biograph Ludwig van Beethovens zu; er verfasste die „Biographischen Notizen über Ludwig van Beethoven“ (1838).
- Weimarer Straße (Währing), 1920 benannt als Ausdruck der Verbundenheit mit der neugegründeten ersten deutschen Republik. Weimarer Republik bezeichnet das Deutsche Reich in den Jahren 1918/1919 bis 1933. Die Bezeichnung erhielt die Republik nach der thüringischen Stadt Weimar, dem Tagungsort der verfassunggebenden Nationalversammlung. Die Straße hieß ursprünglich Lederergasse, dann Gerbergasse und von 1881 bis 1920 Carl- bzw. Karl-Ludwig-Straße. Sie erstreckt sich heute zwischen Schubertpark und Hasenauerstraße in Währing und weiter bis zur Krottenbachstraße in Döbling. Zwischen Haizingergasse und Krottenbachstraße gehört sie zum Gebiet des Wiener Cottage Vereins. Als Karl-Ludwig-Straße führte sie z. B. 1902 erst von der Gentzgasse nordwärts; die heutigen Hausnummern bis 13 bzw. 18 bestanden damals noch nicht; nach der Verlängerung wurden die Grundstücke um 1910 von den heutigen Nummern 15 (ehemals Nr. 1) bzw. 20 (ehemals Nr. 2) aufwärts umnummeriert.
- Weinhauser Gasse (Währing), 1907 benannt nach dem ehemaligen Vorort und nunmehrigen Bezirksteil Weinhaus. Die genaue Herkunft des Namens Weinhaus ist unbekannt. Urkundlich erscheint der Name erstmals 1267 in einem Kaufvertrag, der einen „Chunradus dictus de Winhus“ nennt.
- Weißdornweg (Pötzleinsdorf), 1967 benannt nach der Strauchgattung Weißdorne.
- Weitlofgasse (Währing), 1886 benannt nach dem Rechtsanwalt und Politiker Moritz Weitlof (1835–1905), Advokat in Krems (1867–1873) und Wien (ab 1873). Weitlof war Abgeordneter zum Niederösterreichischen Landtag (ab 1871), Abgeordneter zum Reichsrat (1881–1887) für die Fortschrittspartei und Mitbegründer und Obmann des Deutschen Schulvereins, der die deutschen Volksgruppen in Mittel- und Osteuropa durch Schulbauten förderte.[26] Siehe auch die Koppstraße im 16. Bezirk Ottakring.
- Wielemansgasse (Gersthof), 1912 benannt nach dem Architekten Alexander Wielemans von Monteforte (1843–1911), Oberbaurat (ab 1888), bedeutender Vertreter des Späthistorismus; er baute u. a. den Justizpalast (1881), die Pfarrkirche Breitenfeld (1893–1898), die Neuottakringer Kirche (1894–1898) und das Grazer Rathaus (1887–1895).
- Wilbrandtgasse (Währing, Pötzleinsdorf), 1919 benannt nach dem deutschen Schriftsteller und Theaterdirektor Adolf von Wilbrandt (1837–1911); er schrieb zeitkritische Schlüsselromane aus dem Münchener Dichterkreis, sowie historische Tragödien und Gedichte. Mit Fridolins heimliche Ehe veröffentlichte er 1875 wahrscheinlich den ersten „schwulen“ Roman der deutschen Literatur. Von 1881 bis 1887 war Wilbrandt Direktor des Wiener Burgtheaters.
- Witthauergasse (Gersthof), 1894 benannt nach dem Journalisten Friedrich Witthauer (1793–1846), Theaterkritiker in „Bäuerles Theaterzeitung“, Inhaber und Redakteur der „Wiener Zeitschrift für Kunst, Literatur, Theater und Mode“ (1835–1844); er gilt als einer der wichtigsten Journalisten der Biedermeierzeit. Die Gasse hieß vorher Kleingasse. Sie verläuft in Nord-Süd-Richtung zwischen Thimiggasse und Gersthofer Straße.
- Wurzingergasse (Pötzleinsdorf), 1910 benannt nach dem Maler Carl Wurzinger (1817–1883), Professor an der Akademie der bildenden Künste (1856–1872), wo er eine Klasse für Historienmalerei leitete; neben Historienbildern malte er auch Porträts und Genrebilder. Er widmete sich allerdings mehr dem Lehramt als eigener künstlerischer Tätigkeit.[27][28]

## Historische Straßennamen
- Alsbachstraße: siehe Jörgerstraße
- Am Schafberg: siehe Utopiaweg
- Andreasgasse: siehe Dempschergasse
- Annagasse: siehe Schumanngasse
- Bachgasse: siehe Alsegger Straße
- Badgasse: siehe Schafberggasse
- Bergsteiggasse: siehe Khevenhüllerstraße bzw. Schindlergasse
- Bockgasse: siehe Lazaristengasse
- Carl-Ludwig-Platz: siehe Richard-Kralik-Platz
- Carl-Ludwig-Straße: siehe Weimarer Straße
- Czermakgasse: siehe Leo-Slezak-Gasse
- Dittesgasse: siehe Gustav-Tschermak-Gasse
- Döblinger Straße: siehe Semperstraße
- Exnergasse: siehe Krütznergasse
- Exportakademiestraße: siehe Franz-Klein-Gasse
- Feldgasse (Gersthof): siehe Thimiggasse
- Feldgasse (Währing): siehe Gymnasiumstraße
- Feldgasse (Pötzleinsdorf): siehe Dr.-Heinrich-Maier-Straße
- Ferstelgasse: siehe Haizingergasse
- Freithofstraße: siehe Semperstraße
- Friedhofgasse: siehe Mollgasse
- Friedhofsstraße (Gersthof): siehe Scheibenbergstraße
- Fürstengasse: siehe Lacknergasse
- Ganserlberggasse: siehe Schumanngasse
- Gaswerkstraße: siehe Franz-Klein-Gasse
- Gebhartgasse: siehe Leopold-Ernst-Gasse
- Gerbergasse: siehe Weimarer Straße
- Gstättengasse: siehe Leopold-Ernst-Gasse
- Gürtelstraße: siehe Währinger Gürtel
- Hauptstraße (Gersthof): siehe Gersthofer Straße
- Hauptstraße (Pötzleinsdorf): siehe Pötzleinsdorfer Straße
- Hauptstraße (Währing): siehe Währinger Straße
- Herrengasse: siehe Gentzgasse
- Hochschulstraße: siehe Feistmantelstraße bzw. Gregor-Mendel-Straße
- Johannesgasse: siehe Staudgasse bzw. Lacknergasse
- Josefigasse: siehe Leitermayergasse
- Julienstraße: siehe Dr.-Heinrich-Maier-Straße
- Karl-Beck-Gasse: siehe Teschnergasse
- Karlsgasse: siehe Abt-Karl-Gasse bzw. Schulgasse
- Karolinengasse: siehe Keylwerthgasse
- Kirchengasse: siehe Kutschkergasse
- Kirchenplatz: siehe Gertrudplatz
- Kleingasse: siehe Witthauergasse
- Ladenburggasse: siehe Thimiggasse
- Lederergasse: siehe Weimarer Straße
- Leichenhofstraße: siehe Semperstraße
- Leopoldigasse: siehe Leopold-Ernst-Gasse
- Lidlgasse: siehe Schöffelgasse
- Mandelgasse: siehe Czartoryskigasse
- Maridiangasse: siehe Dänenstraße
- Marktgasse: siehe Teschnergasse
- Marktplatz: siehe Johann-Nepomuk-Vogl-Platz
- Mayergasse: siehe Paulinengasse
- Meridianplatz: siehe Joseph-Kainz-Platz
- Mitterberggasse: siehe Staudgasse
- Neue Gasse: siehe Edelhofgasse
- Neuwaldegger Straße: siehe Herbeckstraße
- Obere Quergasse: siehe Dempschergasse
- Parkgasse: siehe Hockegasse
- Parkstraße: siehe Hasenauerstraße
- Pötzleinsdorfer Hohlweg: siehe Khevenhüllerstraße
- Reformvereinsgasse: siehe Schöffelgasse
- Sackgasse: siehe Schwendenweingasse bzw. Schalkgasse
- Schmidtgasse: siehe Messerschmidtgasse
- Schönbrunner Straße (Gersthof): siehe Scheibenbergstraße
- Stefaniegasse: siehe Marsanogasse
- Stefanigasse: siehe Colloredogasse
- Tetmayergasse: siehe Gersthofer Straße
- Trepperweg: siehe Hermann-Pacher-Gasse
- Turmgasse: siehe Schulgasse
- Ulmer Straße: siehe Dr.-Heinrich-Maier-Straße
- Uniongasse: siehe Sommarugagasse
- Untere Quergasse: siehe Abt-Karl-Gasse
- Währinger Gasse: siehe Martinstraße bzw. Ranftlgasse
- Währing-Weinhauser Straße: siehe Währinger Straße
- Weimarer Platz: siehe Richard-Kralik-Platz
- Weinberggasse: siehe Salierigasse
- Weißkerngasse: siehe Ruhrhofergasse
- Wiener Straße: siehe Schopenhauerstraße
- Wildemanngasse: siehe Hans-Sachs-Gasse
- Zwanzigerzeile: siehe Währinger Straße
- Zweiunddreißigerzeile: siehe Währinger Straße

1938–1945
- Barwiggasse: siehe Spitzergasse
- Gustloffgasse: siehe Teschnergasse
- Hans-Hirsch-Gasse: siehe Büdingergasse
- Hans-Thoma-Gasse: siehe Karlweisgasse
- Heilbronner Straße: siehe Thimiggasse
- Josef-Hackl-Gasse: siehe Antonigasse
- Larischweg: siehe Mosenthalweg
- Wohlrabgasse: siehe Blumengasse